# 深海魚

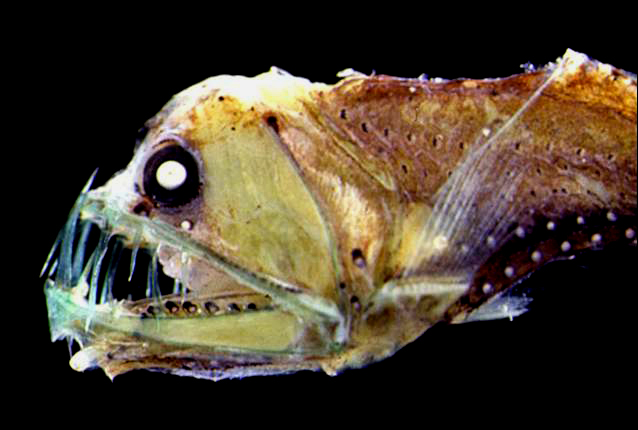
蝰鱼（Chauliodus sloani）

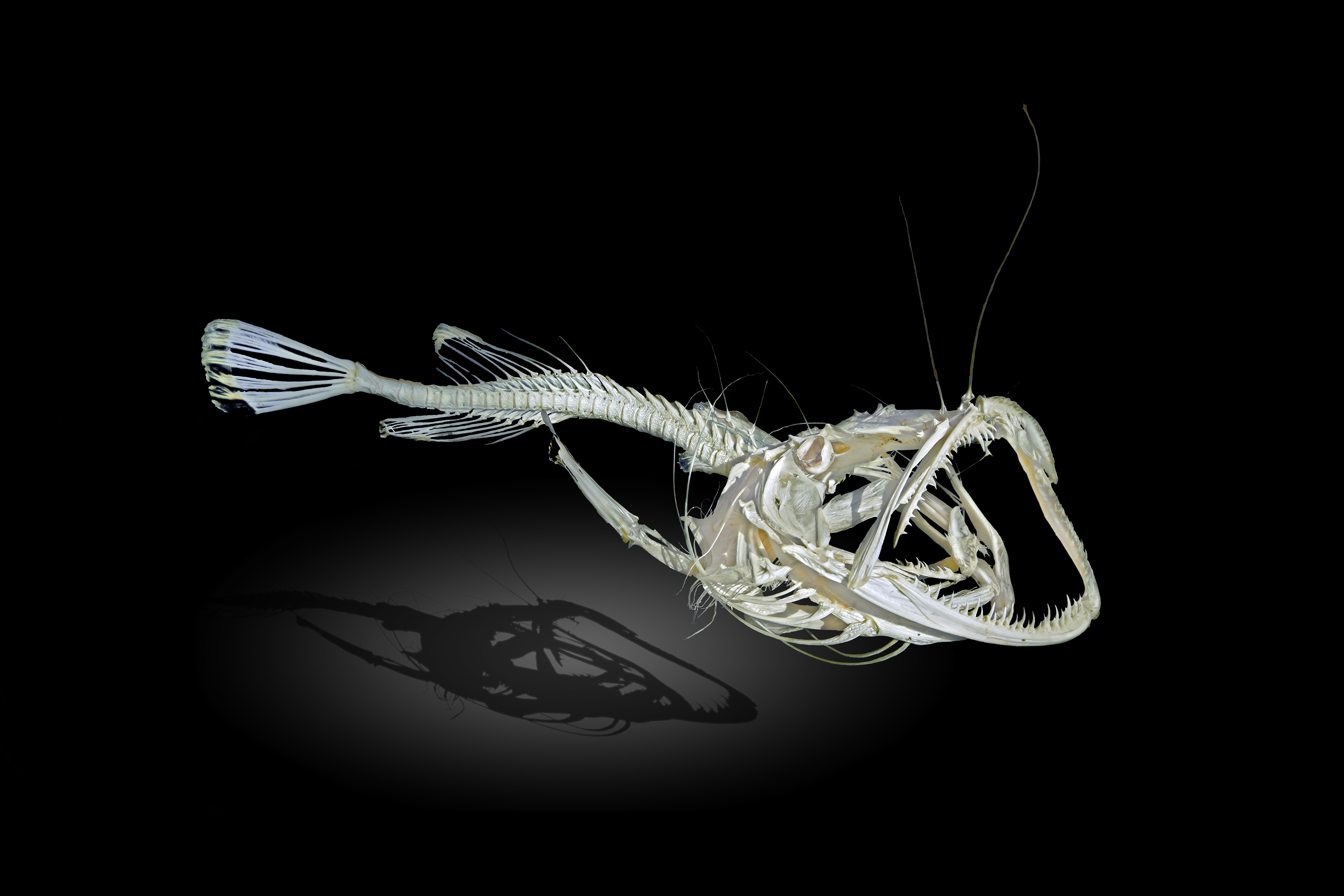
𩽾𩾌是深海的代表性魚類，圖為釣鮟鱇（Lophius piscatorius）的骨骼標本

深海鱼是以深海为栖息地的鱼类的总称。一般生活在200米以下水域中的鱼称为深海鱼。然而，有许多物种在生长过程中会改变其栖息地深度，亦或每天都会进行大幅垂直迁移以寻找食物，因此“深海鱼”一词没有明确的定义。

## 总览

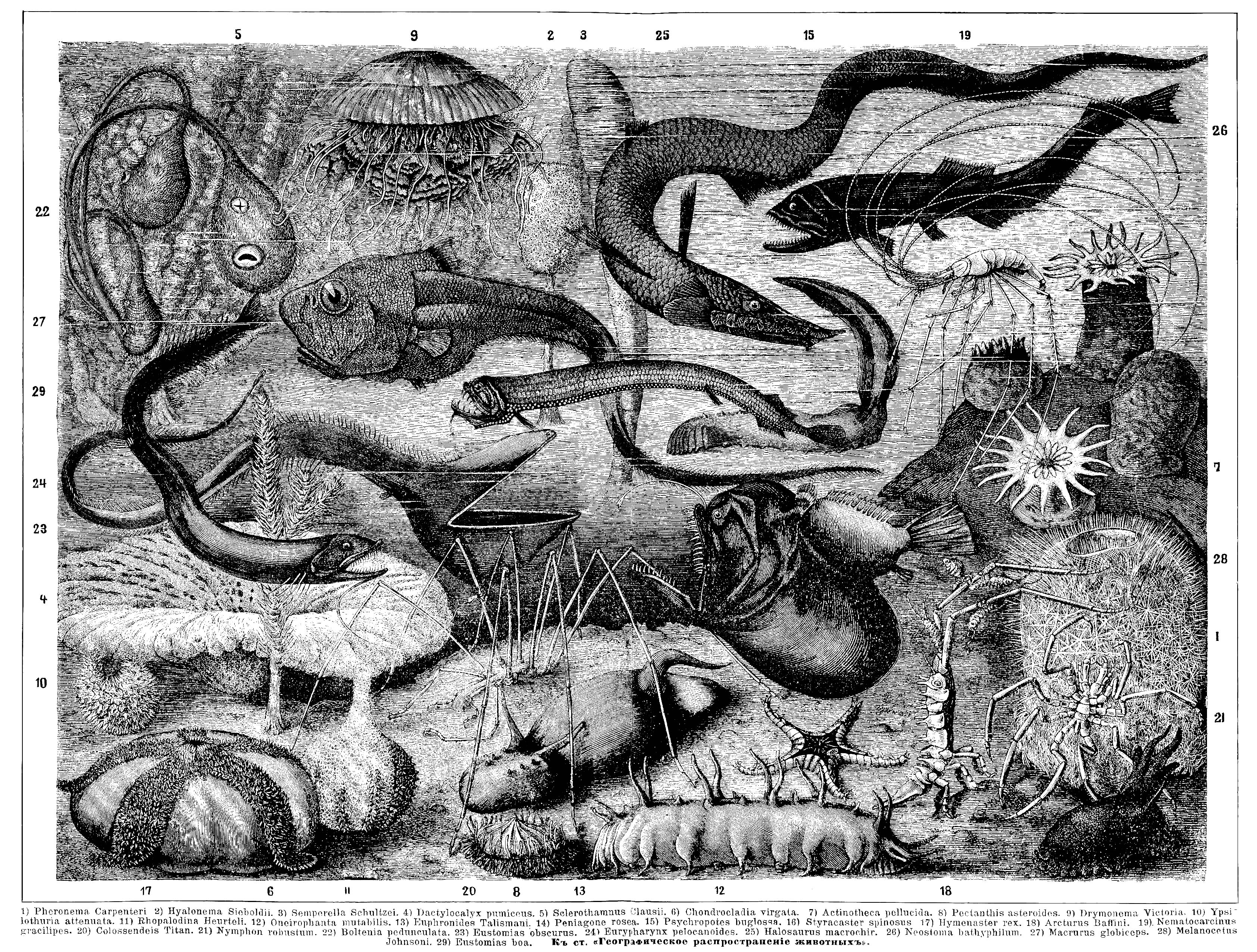
1906年的百科全书《布罗克豪斯和叶夫龙百科词典》中描绘的各种深海鱼类

据估计，约15800种已知的海水鱼中至少有2000种是深海鱼，包括生活在海床附近的底栖深海鱼与远离海床的游泳深海鱼，两者所含物种数大致相同。底栖深海鱼与游泳深海鱼的生活方式与系统分类完全不同， 在研究深海鱼的演化与生态时应区分对待。
由于光合植物（海草、海藻和浮游植物）无法在太阳光达不到的深海生存，浅海的动植物成为深海食物鏈的基础。未在浅水中消耗的生物遗骸和排泄物化为海洋雪并沉降，最后在深海中积聚。这些下沉的有机物被磷蝦和水母等漂浮的深海生物所消耗，沉积在深海底后，成为底棲生物（如貝類、海參和海星）的能量来源。它们又被较大的深海生物捕食，形成了深海食物链。
深海是被极高的水压和低水温笼罩的黑暗海域，且可用的总能量仅是浅水中产生的能量的一小部分。深海鱼类適應了这种极端环境，并获得了浅海鱼类没有的特殊身体结构和生活方式。海洋覆盖着地球70％以上的表面，平均深度约为3800米，而深于200米的深海则占总体积的93％。深海鱼类研究对了解地球上最大生物圈所在的深海环境和其中的生物多樣性的方面发挥着重要作用。

## 研究历史

### 深海生物的存在
由于恶劣的环境和广阔的面积，深海比浅海更难以观察和研究，长期以来不清楚是否存在生物。英国自然学家爱德华·福布斯（Edward Forbes）根据1839年进行的一艘研究船的观察结果得出的“深海（300英尋，即548米或更深）无生命”的结论。然而，随后每个国家对拖网的使用以及为设置海底電纜进行的调查很快推翻了这一结论。
深海生物存在的明确证据来自英國皇家海軍挑战者号从1872年到1876年的一次大规模环球探险。这次航行带来了巨大的海洋学研究成果，为各国海洋调查与深海鱼研究拉开序幕。

### 深海探查艇登场

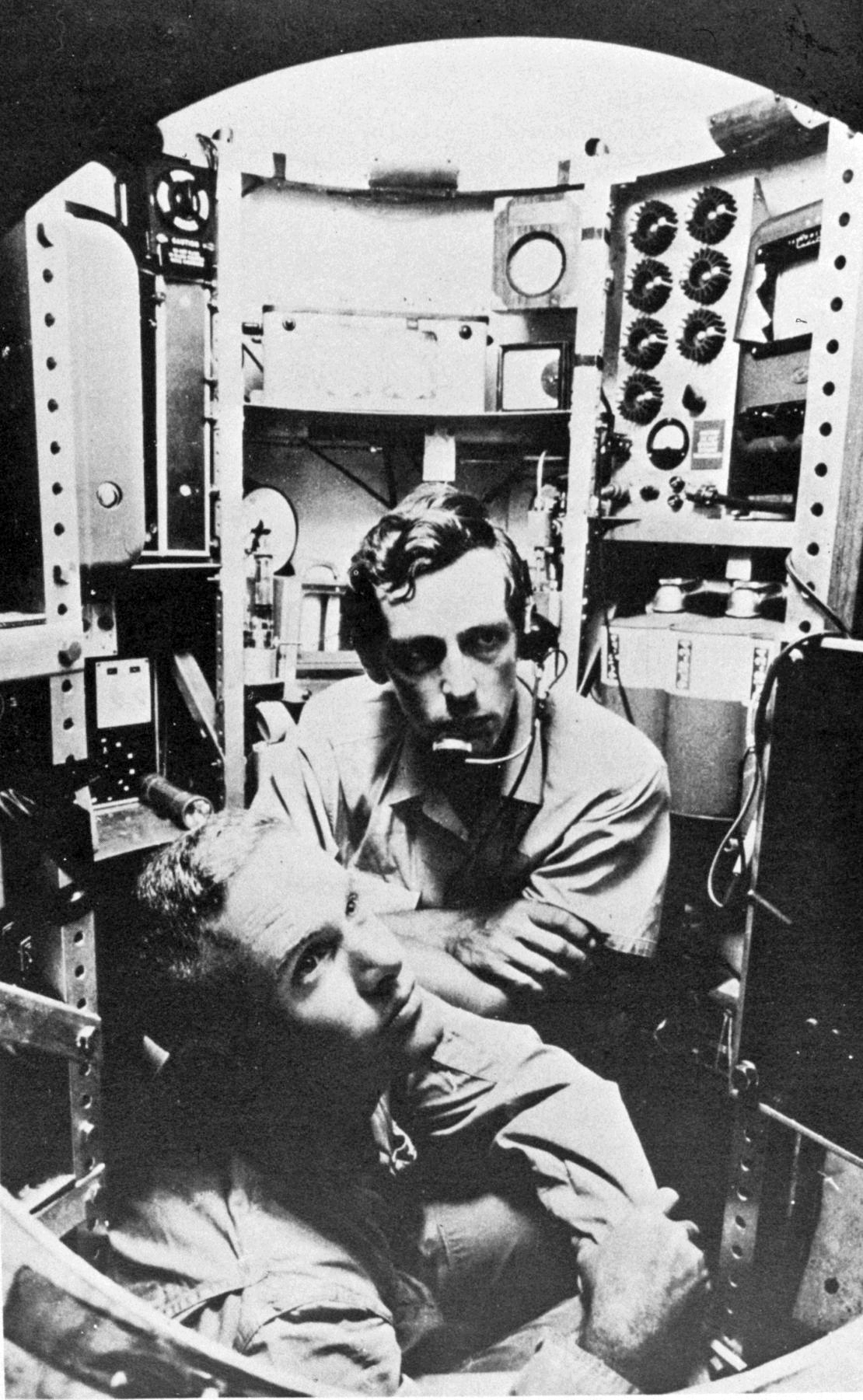
的里雅斯特号内的雅克·皮卡德（中）和唐·沃尔什

由于人类无法徒手潜入深海，深海探险十分困难。自捕鱼网中捕捞或冲刷至海岸的深海鱼有时是贵重的标本，但无法据此获得生活状态深海鱼的信息。自19世纪下半叶以来，钢丝绳和拖网渔船的改进使得从深处取样成为可能，但是直接观察深海鱼并不容易。第一次世界大战期间，虽然潛艇已作为武器被实际使用，但用于科考潜艇的开发却被推迟了。
1928年，载人潛水球（Bathysphere）的发明使得观测深海鱼成为可能。潜水球没有动力，可潜水至923米的深度。1948年，奥古斯特·皮卡尔建造名为Bathyscaphe的深海探査艇，它具有动力。Bathyscaphe号的多个后继型号被建造，为观察深海鱼类的生态状况和在深处采集标本提供了强大的工具。20世纪下半叶至今，日本深海6500号、俄罗斯和平號、法国鹦鹉螺号和美国阿爾文號的调查，积累了关于深海鱼的生活方式和对环境适应性的信息。

### 世上最深的鱼类
1960年，Bathyscaphe号的后继之一美国的里雅斯特号载人潜水驶向马里亚纳海沟挑战者深渊，达到当时世界已知最深处。雅克·皮卡尔（奥古斯特·皮卡尔之子）报告称在10900米的最深处目击一种类似于龍脷的鰈科鱼类，但无法被日本无人潜水艇海沟号1998年的调查中在同一地点确认。21世纪初，皮卡尔的目击报告受到质疑，有研究人员怀疑他见到是一种海参。
日本广播协会在2017年8月27日播出的电视节目《DEEP OCEAN超深海：挑战地球最深处》中展现了日本海洋研究开发机构对挑战者海沟的调查，仅播出海参和虾的影像而没有鱼类。
丹麦科考队则在1952年获得世界最深处鱼类的实例。他们在波多黎各海沟8372米深处捕获鼬魚目鼬鱼科神女底鼬鳚（Abyssobrotula galatheae），并以所乘科考船Galathea之名冠上學名 。他们还逾7000米深处观察到了獅子魚科鈍口擬獅子魚和鼬鱼科五线鼬鳚。
2014年12月23日，由夏威夷大学等組成的研究團隊在馬里亞納海溝8143米深海處發現了新品种的獅子魚科魚類。牠呈白色半透明狀態，有像鳗魚一樣的尾巴和像翅膀一樣伸展的魚鳍。2017年5月，日本海洋研究开发机构研究船海灵号的设备成功拍摄到马里亚纳海沟8178米深处钝口拟狮子鱼的觅食行为。截至2017年8月，这是活鱼影像的最深记录。

### 捕获技术的进步

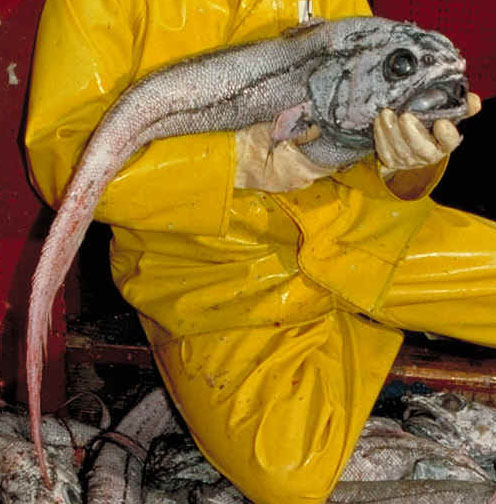
从深海中捕获的胸突吻鳕（暂译，日语：ムネダラ，学名：Albatrossia pectoralis）。因快速减压而膨胀的内脏突入口腔。

为分析深海鱼对低水温和高水压的适应性，需尽可能多捕获活体样本并将其长时间饲养在地面研究设施中。虽然使用普通水族设备有可能饲养因捕食和产卵进入浅海的物种，但不能保证重现其生育环境并进行繁殖。
捕捞活体深海鱼亦存在着许多困难，最棘手的是捕捞过程中的快速减压和海水升温通常会致命。此外，过强的环境光可能影响视觉，捕获物自身产生的压力也可能影响生理調節機能。
随着深海勘探技术的发展，捕获设备也在不断开发改进，并在1970年代具备低水温维持功能 。高压维持水箱于1979年面世并在1980年代大幅改进，得以捕捞具有发达鳔的底栖深海鱼如鼠尾鳕科，但长期飼养始终很困难。
“深海水族馆”由日本海洋研究开发机构（JAMSTEC）于2000年代初开发，是一种用于捕捞深海鱼并在高压下单独饲养的设备。中央部分的耐高压水箱呈球形，内部可维持200个大气压。深海探查艇上搭载的“深海水族馆”可以捕捞深海鱼并在保持水箱内高压的同时向地面运输。“深海水族馆”可在进行水交换和喂食时避免减压，有望成为深海生物研究的新手段。

### 深海鱼研究内容
深海的生物环境在很大程度上取决于表层带的季节性变化和洋流，以及陆地的物质供应，因此需要大量的时间研究以了解与海洋环境有关的深海鱼的生态。另据报道，底拖网过度捕捞已大大减少了生活在大陆架周围的一些可食用物种，例如鳕鱼，因此有必要调查深海鱼类经济资源。
然而，使用特殊的勘探船和收集设备进行深海鱼类的调查非常昂贵，而且大规模、长期生态调查的数据目前非常匮乏。与调查单个物种的手段取得的进步相反，研究整体生态的手段仍然落后。拖网的轻微改进会导致完全不同的捕获结果，因此需要建立统一的采样方法。

## 深海鱼类分布

### 水平分布
海洋以大陆架的边缘为界水平划分为靠近陆地的沿岸区和远离陆地的远洋。由于深海中没有初级生产者如光合植物，作为深海生物能量来源的有机物主要来自浅海和陆地。因此，深海生物一般在靠近陆地的水域中含量较高。热带远洋不发生对流使得表层生物很少，缺乏有机沉积物导致荒凉海床广布。
海底地形因地区而异，显著影响底栖深海鱼的分布。然而由于中层带深海的环境相对稳定均匀，多种游泳深海鱼分布广泛。分布在所有三大洋（太平洋，印度洋和大西洋）中的深海鱼被称为广域分布种（Cosmopolitan）。游泳深海鱼受气候和大陆、岛屿地形等影响分为约20个生物群系，该数目显著少于其他生物集合。燈籠魚科和褶胸魚科等沿大陆架分布的游泳深海鱼，有时被认为具有“伪远洋性”（pseudoceanic）。

### 垂直分布

海洋垂直分区：表层带、中层带、半深海带、深海带、超深渊带

远洋带根据深度垂直划分为表层带、中层带、半深海带、深海带、超深渊带。主要栖息在中层带以深的鱼类一般视为深海鱼。

#### 中层带
中层带（水深200 - 1000米）仅接受少量的阳光，不足以进行光合作用。大多数温跃层（水温沿垂直方向急剧变化的水层）处于该区域，而中层带之下的区域的物理环境鲜少变化。
现已知中层带游泳深海鱼约750种，巨口鱼目所属钻光鱼科、褶胸鱼科、巨口鱼科以及灯笼鱼目所属燈籠魚科的种类和数量上领先。这些群体广泛分布於全世界海洋中（包括极地海洋），生物量巨大。其中，钻光鱼科圆罩鱼属被认为是脊椎动物中个体数最多的类群。
占据底栖鱼支配地位的是軟骨魚綱的银鲛目和角鲨目，以及鱈形目的鼠尾鱈科、稚鳕科，鼬鱼目鼬鱼科和北梭魚目海蜥魚科。除此也观察到较多属于仙女魚目爐眼魚科、鳗鲡目鴨嘴鰻科、鲈形目绵鳚科的鱼类。
底栖深海鱼的栖息地范围相比水深更受海底地形的影响，因而许多物种也分布在半深海带。中层带、半深海带及更深的区域有1000多种底栖鱼记录在册。

#### 半深海带
半深海带（水深1000 - 3000米）是阳光无法触及的黑暗世界。这里的水温稳定处于2-5℃，可利用的有机物质不到表层带的5％，并随深度增加迅速减小。半深海带游泳鱼类有至少200种，其中角𩽾𩾌亚目占据数量优势，奇鲷目倣鯨科、水珍魚目黑頭魚科、囊鳃鳗目和钻光鱼科圆罩鱼属鱼类也生活在此。而底栖鱼包括数量众多的鼠尾鳕科与海蜥魚科鱼类，以及鳗鲡目通鰓鰻科、鮟鱇目棘茄魚科鱼类。

#### 深海带
深海带（水深3000 - 6000米）的水温降至1-2°C并保持稳定。逾300个大气压的水压会影响生物的细胞活动。此处几乎见不到游泳深海鱼，只观察到属于獅子魚科、裸鼬魚科、鼠尾鱈科的底栖鱼类。

#### 超深渊带
超深渊带（水深逾6000米）处于海沟深处，占总海底面积不到2％。在这水压逾600个大气压的环境中，只有少数属于鼠尾鳕科、狮子鱼科、裸鼬鱼科鱼类的记录。

## 身体结构

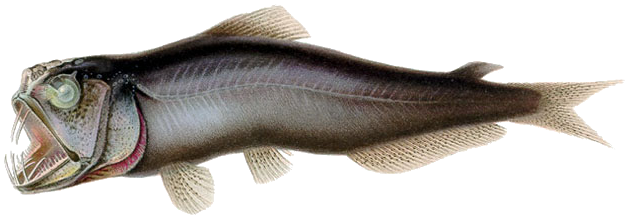
谷口鱼科阿氏谷口鱼（Coccorella atrata）。向上突出的大眼睛被认为适应弱光环境。

除了太阳的光线几乎无法到达深海之外，深海生物还面临诸如高水压、低水温、低氧浓度和有机物质匮乏的严酷条件。在深海生物中，高水压的常见适应方法是降低细胞膜流动性并降低酶对压力的敏感性。下面介绍深海鱼的特殊身体结构。

### 骨骼・肌肉
鱼体内所含蛋白质和骨骼的比重通常高于海水。浅海鱼通过伴随游泳的升力和进入游泳囊而获得浮力，但是在深海中，由于缺乏可用能量，深海鱼必须在不游泳的情况下确保浮力。许多深海鱼类减少了体内高密度的组织，例如骨骼，软骨和肌肉，而含有大量的低密度水和脂肪。骨盆鳍及其支撑骨骼或头部骨骼缩回，许多类型没有鳞片或棘刺，被认为是减轻体重的一种方法。

### 鱼鰾
鰾是浅海鱼类获得浮力的常用手段，但是由于深海中的水压极高，无法通过正常的气体交换实现鰾的功能。为了承受高水压和突然的压力变化，深海鱼用坚硬的鸟嘌呤晶体覆盖鰾壁，用脂肪或蜡代替内含气体。具有在深海和浅海之间来回觅食习性的深海鱼（如灯笼鱼）每天要承受数百个大气压的压力（压强）变化。它们在游泳深海鱼中具有相对发达的鰾，其迷網（发生气体交换的毛细血管网络）比浅海鱼类长得多，并且某些种类的鰾中充满脂肪。
随着深度的增加，气体交换（尤其是“呼气”）的负担也随之增加。中层带深海鱼（其中不会游至浅水区的物种）的鰾通常会退化，许多半深海带鱼类没有鰾 。另一方面，底栖鱼类即使在较大深度处也可能具有发达的鰾，这可能是因为它们离海床不远并且不会承受突然的压力变化。

### 眼球

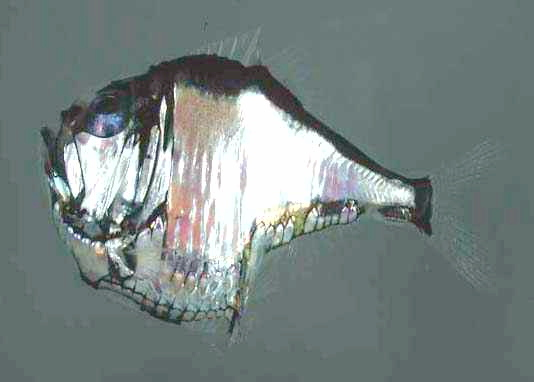
褶胸魚科棘银斧鱼（Argyropelecus aculeatus）具有向上的管状眼和扁平的侧面

微弱的阳光能到达约1000米的深度（根据透明度的不同而不同），因此生活在该区域的一些深海鱼类的具有非常大的眼睛。另有至少11个深海鱼类群具有管状眼，包括珠目魚科、褶胸魚科和鑽光魚科。因为光经散射和折射到达深海，无论太阳的位置如何，光总是从正上方射下且直至日落光强几乎不变。除了巨尾魚科等少数例外，大多数管状眼睛都竖直向上，以接受海平面来的光线。
与深海鱼类相比，许多生存在相同黑暗条件下的穴居动物眼睛退化。深海鱼的不同之处在于：有少量的光射入深海，一些物种会游入较浅水域，存在许多发光生物。
逾1000米深的半深海带是个没有光线到达的黑暗世界，这个区域中许多深海鱼的眼睛小而凹陷。裸鼬魚科成员的眼睛埋入皮肤中，而爐眼魚科成员仅具有板状视网膜，它们仍然残留有检测光的能力，比起退化更适合将其视为特化。有研究认为，细小的锥形眼更适合捕获半深海带稀疏闪烁的生物发光。据说相比普通眼睛，这些鱼类的眼睛空间分辨率更好，适合捕获20至30米远的生物发光。对于游泳能力较弱的深海鱼而言，将视野限制在相对狭窄的范围内具有合理的性价比（即投入产出比）。

### 消化器

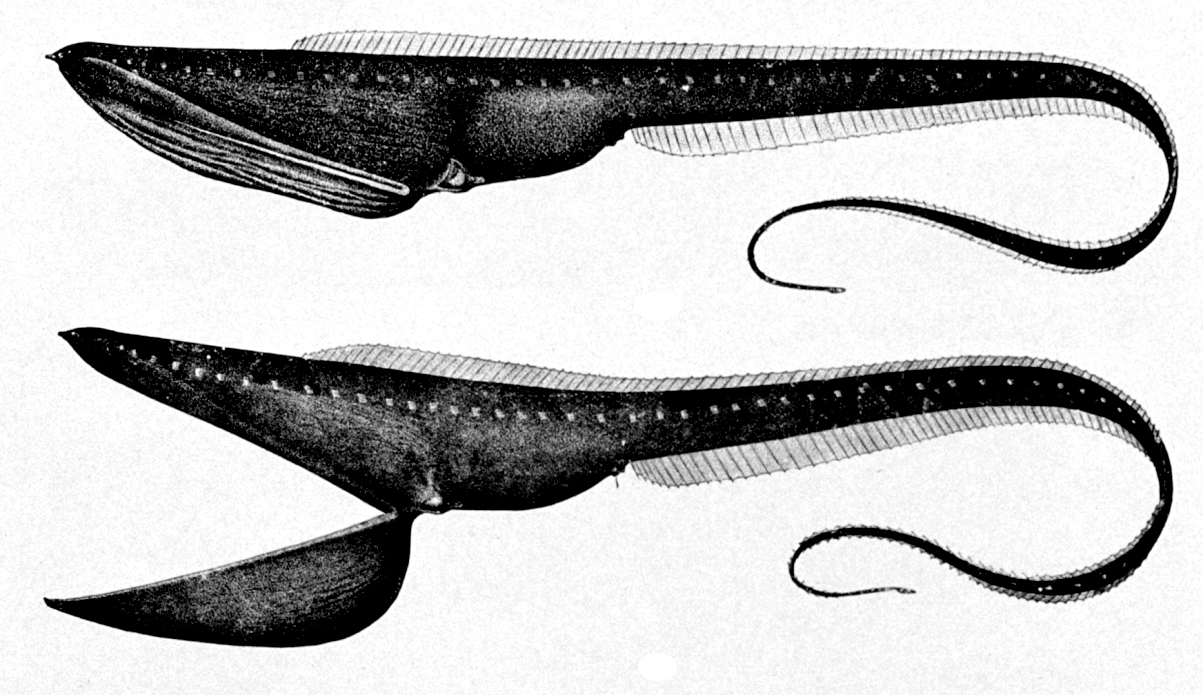
宽咽鱼科吞鳗（Eurypharynx pelecanoides）具有非常大的嘴巴，在全世界深海（550 - 3000米）中相对常见

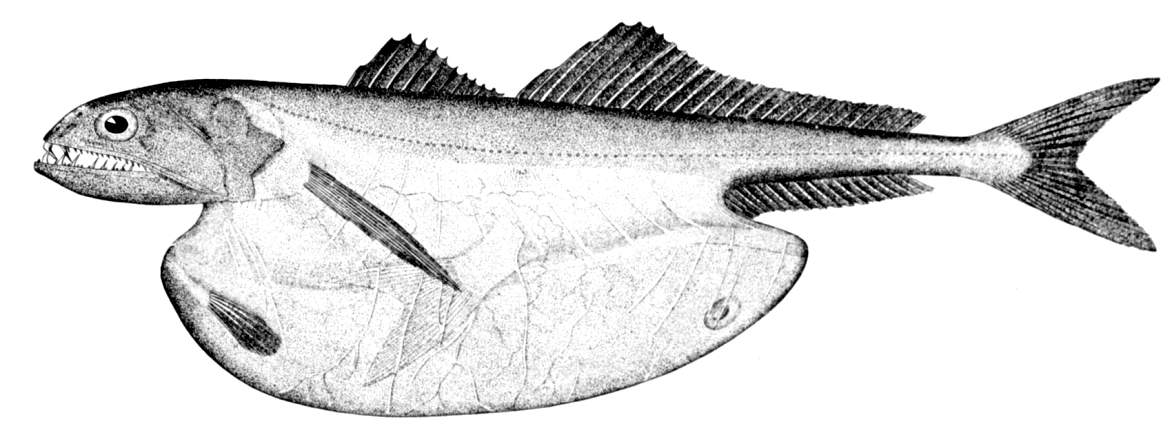
叉齒鱚科黑叉齒龍鰧（Chiasmodon niger）可吞食比自身大的猎物

许多鱼食性深海鱼的嘴和齿都比其体长大得多。隶属于囊鳃鳗目的囊鰓鰻科和吞鳗科鱼类以口大而著称。乍一看，这些鱼的头似乎大得异常，但颅骨很小，而大嘴则由极其发达的颚骨支撑。囊鰓鰻为吞噬大型猎物具有尖齿，吞鳗的颚中则仅有微小的齿，它们滤食小鱼和浮游生物。
亦有鱼食性深海鱼具发达的牙列。狼牙鯛科角高體金眼鯛等鱼类具有毒牙似的锋利齿。巨口魚目和角𩽾𩾌亚目中部分成员的齿向内弯曲，使猎物难以逃脱。
角𩽾𩾌亚目和叉齒鱚科等类群的鱼类能大幅扩张食道和胃。黑叉齒龍鰧能吞下长为自身数倍的猎物，这种鱼可能在腹部异常膨大的状态下被捕获。另有深海鱼在肠道沉积黑色素等色素使之变黑，它们似乎以此防止在捕食发光生物时，光透过消化道从而吸引外敌。
在难以连续捕食的深海环境中，高效能量存储是一个挑战。肝臟是深海鱼的重要能量储存器官。深海蜥魚科等鱼类具有巨大而富含脂质的肝脏，鼠尾鱈科薄鱗突吻鱈的肝脏也富含脂质和糖原，据估计它可以在绝食的情况下维持180天的生命。
由于脂质的比重低于海水，在肝脏中储存大量脂肪也有助于确保浮力。对于角鲨目刺鯊科、燈籠棘鮫科等没有鳔的软骨鱼，肝脏的质量或可达体重的25％。

### 体色

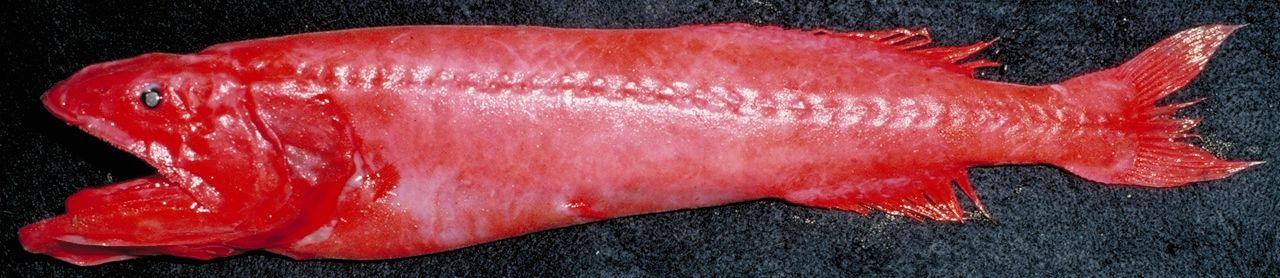
须仿鲸科红刺鲸鱼（Barbarisia rufa）的特征是鲜红的体色、发达的侧线和小眼睛

在具有较多光照的中层带生活的鱼类中发现了体表银化的拟态现象。褶胸魚科成员具有几毫米厚的扁平表皮，表面呈现铝箔般的亮银色。它们的体表规则排列着微小鸟嘌呤晶体，这些晶体像镜子般反射光，以防止掠食者识别自己。部分褶胸魚科成员可以在夜间降低反射效率，从而降低反射生物发光而被发现的风险。
从约600米的深度起，深海鱼的体色从银白色迅速变为铅灰色，直至1000米的深水区处的深海鱼几乎全部呈暗色。多数奇鯛目成员呈亮红色，但只有偏蓝的短波光才能到达深海，因此它们如黑色一般，几乎看不见。

### 吻触手・擬餌体
鮟鱇目鱼类背鳍的第一鳍棘变形为钓杆状，称为吻触手（illicium）。吻触手末端的膨大部分称为擬餌体（esca），𩽾𩾌鱼移动擬餌体以吸引猎物。对于半深海带游泳鱼角鮟鱇亞目成员，拟饵体常起共生发光器官的作用。科学家亦认为鬚角鮟鱇科鱼类喉部多叉的胡须用作假餌。

## 发光
生物发光是由荧光素与荧光素酶之间的化学反应引起的发光现象，是许多深海生物的重要特征之一。对东北大西洋的一项调查发现，生活在至少500米深的深海鱼类中，种类数的70％或个体数的90％以上会发光。深海鱼类的生物发光包括依靠体内发光细菌的共生发光和自发光。发光器官的位置各不相同，如眼睛周围、鳍和鱼须的末端、腹部、尾部和肛门周围。发光器的数量和形态是重要的分类特征。

### 共生发光

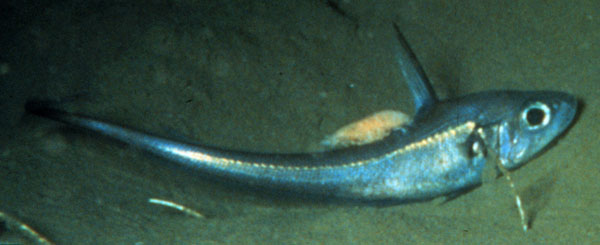
突吻鳕科的一种。突吻鳕类具有与消化道相连的发光器

共生发光的深海生物相对较少。典型的游泳深海鱼包括鞭冠𩽾𩾌科和水珍鱼目的一部分，而底栖鱼有突吻鳕科和稚鳕科（又称深海鳕科）。其中，鞭冠𩽾𩾌科以外的三个类群的发光器与消化道相连，可由肠道菌群不断补充发光细菌（主要是Photobacterium phosphoreum）。发光器的数量很少，通常为1-2个。
鞭冠𩽾𩾌科鱼类的发光器官则位于擬餌体中，与消化道不连续。尚不清楚“灯笼”中的发光细菌来源，尽管已知它是弧菌属细菌，但截至2001年尚未成功人工培养 。

### 自发光

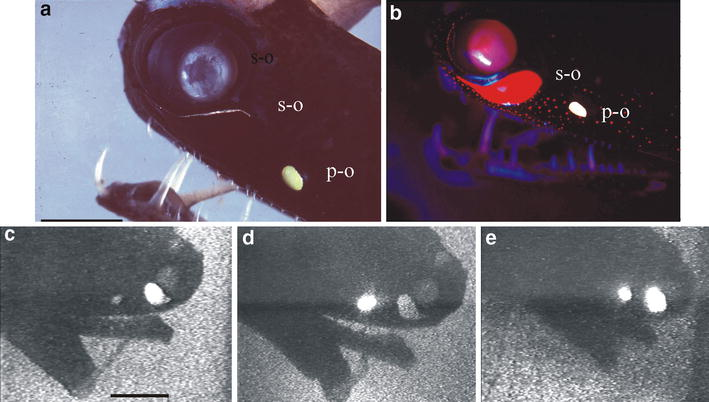
巨口魚科黑柔骨鱼（Malacosteus niger）发出红色光。眼下发光器（s-o）在被紫外线激发时会发出红色光，眼后发射器（p-o）发出白光。两者均可单独闪烁（图cde）

许多深海生物，包括深海鱼类，使用自己产生的萤光素发光。发光器的数量一般很大，可以达成百上千个。发光器的开口可伴随有透镜或类似滤光片的结构，这有助于调节光量，照射方向和发光颜色。
由于只有短波的蓝色、绿色光到达深海，许多深海鱼的眼睛只能检测到蓝光。但是属于巨口魚科的黑巨口鱼亚科和柔骨鱼亚科鱼类可识别红光，并可以利用覆盖发光器的特殊滤光器自行发出红光。使用猎物和其他捕食者无法识别的红光似乎对捕食和繁殖有益。

### 发光的用途

#### 反照明
即使在深海中，也有微弱的光照射到约1000米深。因此，白天在从下方仰望海面时，会出现上部生物的阴影。通过将发光器置于腹部并将亮度调节至与向下的光线相同的水平，可以消除此阴影。这称为反照明，为大多数中层带游泳深海鱼采用。半深海带鱼类中则很少见到腹部发光器，或因在1000米以上深度（完全黑暗的区域）中反照明效果不达预期。

#### 捕食

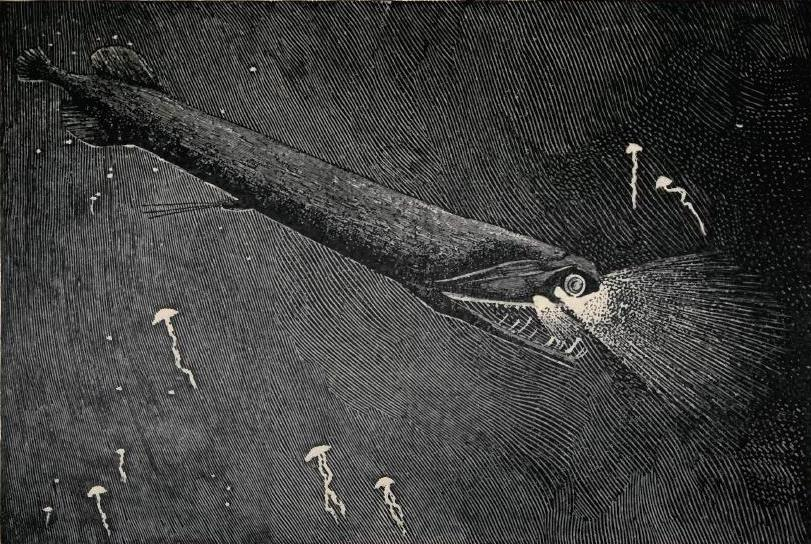
想像图中的巨口魚科黑柔骨鱼（Malacosteus niger）用眼下和眼后的发光器照亮视野（绘制于1887年）

生物发光在捕食上的基本用途是照亮猎物，许多深海鱼类会这么做。巨口魚科的眼睛下方以及一些类群的眼后具有大发光器，照亮了它们的视野。另有许多深海鱼会发光以吸引食物。角𩽾𩾌亚目通过擬餌体顶部的共生发光吸引猎物，鬚角鮟鱇科顎部的多叉胡须则含有自发光器官。此外，褶胸鱼属和黑线岩鲈属等类群的发光器官则在口腔中。

#### 沟通
生活在浅海中的鱼在集群时会观察反射光。与之相似，人们认为深海鱼利用生物发光维持集群。在中层带集群的燈籠魚科，除为反照明而在腹部具有发光器，头部和尾部也有发光器。发光器的大小，位置和数目显示两性异形，可能用于两性沟通。巨口魚科雄鱼的眼后发光器通常比雌性大。

#### 防御
巨口魚科所属的一些深海鱼能够发出强烈的防御性闪光，强度甚至可以使掠食者昏厥。水珍魚目管肩魚科成员从鳃下分泌发光液，被认为充当吸引捕食者的替身。

## 生态
深海鱼类的生态因适应严酷的深海环境而独具风格。与浅海相比，深海的生物密度极低，因此需要有效地执行捕食行动以维持个体，同时最大程度地减少多余能量消耗。另一方面，由于生活范围和个体数问题，深海中雌雄个体接触繁殖的机会很少。因此建立可靠繁殖和生长的策略，对于物种的存续至关重要。

### 食性

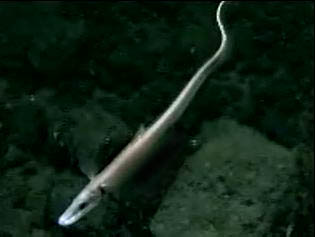
海蜥魚科的一种（Halosauridae sp.）。本科主要以海床上的埋葬动物为食，近缘的背棘魚科优先捕食浅表动物。

由于深海鱼的捕食场景不容易观察，可以通过直接研究胃内容物或间接信息（如身体结构和寄生虫）来推断出它们的饮食。不过由于鳔的膨胀和外翻，从深海中捞出的鱼时常泄漏消化道内容物；大型掠食性鱼类似乎很少捕食，多数情况下的胃是空的。
如上所述，尽管经常限制于胃内容物的直接信息，但是可以从胃中残留的生物以外的沉积物在某种程度上推断深海鱼的食性。如果在深海鱼类的胃中发现了沙粒，则意味着该鱼类直接或间接利用沙泥中的生物，反之则较少依赖于这些生物。同为背棘鱼目所属的底栖鱼，海蜥魚科和背棘魚科鱼类的食性存在显著差异 。
某些寄生虫具有严格物种特异性（仅感染特定的中間宿主和最終宿主），已被用于调查深海鱼的食性。通过研究感染某些鼠尾鳕科鱼类的寄生虫，发现鼠尾鳕科鱼类食用寄生虫的中间寄主鉤蝦亞目（端足類）和糠虾目动物，并推测单鳍鳐科的里氏深海鰩（Bathyraja richardsoni）捕食薄鳞突吻鳕。
大多数小型游泳深海鱼以浮游生物（特别是甲壳类）为食。水母（刺胞動物門）、樽海鞘（被囊动物亚门）在深海相对丰富，而以这些胶状的生物为主食的深海鱼很少，仅限于黑頭魚科、後肛魚科和小口兔鲑科（后两者属于水珍魚目）等 。尚不清楚其它鱼是因为它们营养成分低而避免食用，还是因为它们被迅速消化以至于无法从胃的内容物识别。以刺胞動物为主食的深海鱼的口腔和食道被厚厚的结缔组织覆盖，可以保护它们免受刺絲胞毒素的伤害。中大型游泳深海鱼中食魚的很多，如巨口魚目，丰富的灯笼鱼是它们的重要猎物。
沉降至海床的大型生物的遗骸也是深海生物的重要食物。無頜類所属于盲鰻科与通鳃鳗科的寄生鰻，是专门食用这些遗骸的食腐深海鱼类。有许多鱼类瞄准食用尸体的端足類以间接利用生物遗骸，已知有裸鼬鱼科、狮子鱼科、绵鳚科的一部分（黑绵鳚属）等。这些利用腐肉的深海鱼的身体不约而同地呈凝胶蓬松状，它们除了进食期间几乎静止不动，或漂游於海床上方。它们的身体组成和低运动性被认为是为了应对大型遗骸沉降的不可预测性和捕食机会的罕见，在能量消耗上做出的适应。

#### 昼夜垂直迁移

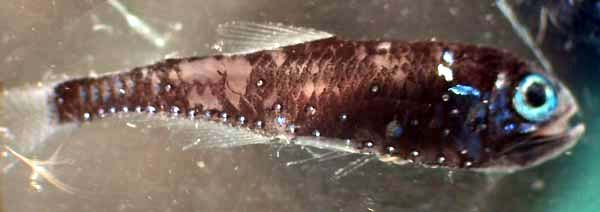
灯笼鱼科的一种。大多数的灯笼鱼在夜间觅食时垂直迁移到浅海

昼夜垂直迁移（英文：Diel Vertical Migration）指生物白天生活在深海中，晚上则迁移入浅海寻找食物，许多中深层游泳鱼会这么做。浮游动物如毛颚动物和橈足类以及櫻蝦科也进行昼夜垂直迁移。昼夜垂直迁移的深海鱼具有相对发达的鳔，一些物种为适应垂直迁移导致的水压变化，在鳔中以脂肪代替空气。
燈籠魚科主要栖息于中层带，是进行昼夜垂直迁移的深海鱼的代表，许多种类昼间分布于1000米深处，夜间向海面迁移。对于不同昼夜垂直迁移的物种，栖息地范围以及觅食深度都不同，因此它们不会相互竞争，构成多组“垂直迁移阶梯”（ladder of migrations）。这是将有机物从浅海快速输送到深海的重要机制。
由于在底栖深海鱼的胃内容物中经常发现游泳鱼，一些研究人员认为这些深海鱼也垂直迁移以寻找中层带的食物。虽然有人指出游泳鱼接近海床的可能性，但实际上鼠尾鱈科圓吻突吻鱈在远离海底的中层带拖网的渔获中经常被发现。

### 繁殖活动
比起鼠尾鱈科等游动活跃底栖鱼，爐眼魚科之类等待伏击型底栖鱼以及中层带游泳深海鱼对繁殖活动的适应更显著。鱈形目和背棘魚科等部分深海鱼的繁殖活动具有明显的季节性，这些鱼类在浅海生物的繁衍旺盛期与它们同时产卵。一般游泳深海鱼产下大量小型卵；底栖鱼的卵往往较大，但数量很少。

#### 雌雄同体・性转换
雌雄同體的鱼只要两者相遇就可以繁殖。虽然必须维持两性的性腺导致能量负担很大，但是对于人口密度低的深海鱼来说十分值得。仙女魚目所属崖蜥鱼科、 帆蜥鱼科、爐眼魚科、深海蜥魚科的深海鱼均为雌雄同体。仙女魚目青眼鱼科的深海种类雌雄同体，而浅海种类分为两性。
浅海中有性转换鱼，深海鱼也有类似的繁殖策略。浅海鱼多见雌性先熟（从雌性转变为雄性），而在深海鱼中，圆罩鱼属和纤钻光鱼属雄性先熟。主要栖息于中层带的纤钻光鱼属成员在生命的第一年内全为雄性，但到第二年一般会变成雌性。
海葵魚等浅海鱼类有雌性先熟现象。在雄性形成领地和后宫的鱼类中，雌性先熟而雄性大型化是有利的，但是在种群密度极小的深海难以采用。一般产生卵比精子需要更多的能量（雌性的性成熟速度较慢），因此认为雄性先熟对深海鱼类的繁殖有利。

#### 矮雄

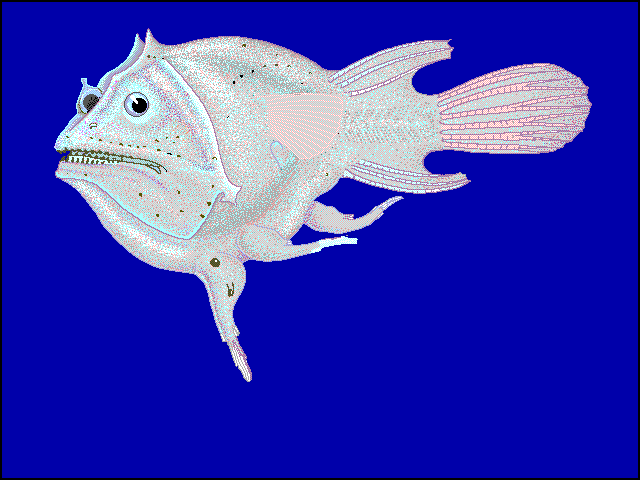
鬚角鮟鱇科的一种（Haplophryne mollis）。三条雄鱼咬住腹部，与雌鱼合而为一

矮雄，指尺寸极端小于雌性的雄性，在角𩽾𩾌亚目尤为常见。角𩽾𩾌类的雄性的长度仅雌性的三分之一至十三分之一。角鮟鱇科、鬚角鮟鱇科等四科的矮雄有寄生雌性的习惯。起初自由生活的雄鱼在找到雌鱼时会咬住腹部，随后接通从雌鱼皮肤伸出的血管以获得营养。由于不必自己游泳，矮雄的眼和鳍逐渐消退，但保留生殖所需精巢的机能。雌性和矮雄的结合可能是实现各自性成熟的先决条件。
深海鱼中已知有矮雄的还包括奇棘鱼属、圆帆鱼属的一部分、倣鯨科鱼类，它们不寄生于雌鱼。穴口奇棘魚的雌性约50厘米长，而雄性仅约5厘米。雄鱼贫弱的牙齿和消化器官几乎无法独自捕食，但眼下发光器和精巢发育良好，研究者认为它们降低能量消耗，漂游在水中并通过发光吸引雌性。
雄性而非雌性小型化的原因与上述性转换的情况类似，即雌性需要大量的能量进行生殖。由于矮雄个体需要游泳较长距离才能寻找雌性，它们具有高耐力的肌纤维（所谓“赤身”，瘦肉）。另外，大多数矮雄比雌性有更发达的嗅觉，以及对微弱光敏感的视觉，这有助于定位雌性。

### 成长

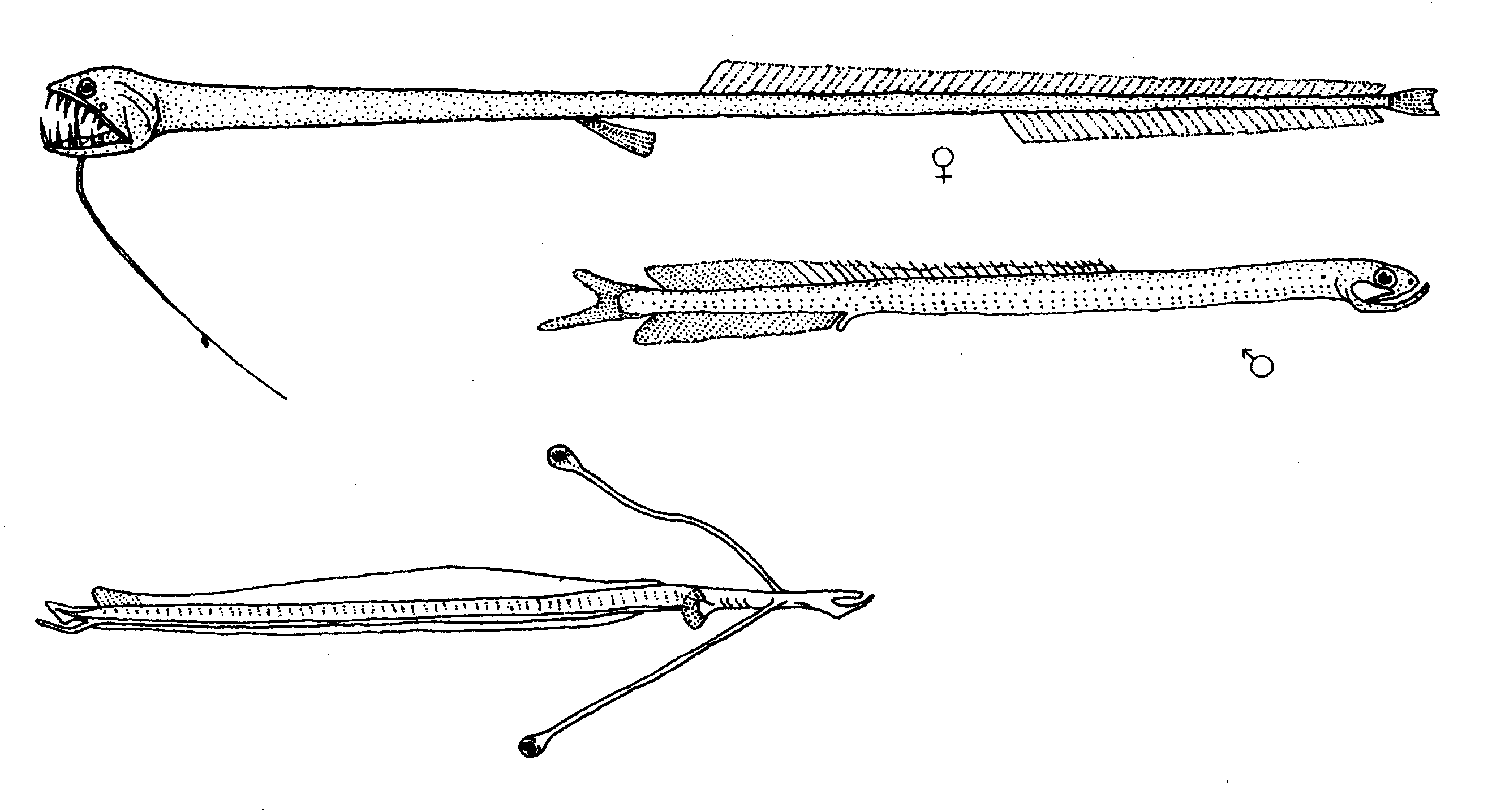
奇棘鱼属的一种（Idiacanthus atlanticus）。仔鱼（下）具有眼睛突出的奇特外观，与成鱼不太相似

生物在成熟前需获取大量能量。深海鱼类通常在浅水区度过幼体期，因为在深海很难获得足够的食物。黄线狭鳕在浅海中产卵，而爐眼魚科产卵于深海中，让卵自然上浮。
在表层带成长的深海鱼的仔鱼与稚鱼通常具有异于成鱼的独特形态（如具有透明的身体，外敌很难找到）。爐眼魚科与奇棘鱼属的仔鱼将鳍和眼球等以細長的突起伸出体外。另外，某些巨口魚科和燈籠魚科鱼类的仔鱼的肠道暴露于体外，游泳时吊着长身体数倍的肠道。这可以增加身体表面积、增加浮力，被认为是对浮游生活的适应。暴露的消化管还被认为增加了肠道表面积，得以消化吸收大猎物。
在浅海成长的深海鱼经历变态成为与成鱼看起来几乎相同的稚鱼，并迁移到深海居住。生活在寒冷少饵环境中的深海鱼类生长速度较慢，其中底栖深海鱼的寿命尤其长。像其它鱼类一样，深海鱼类的年龄可以从耳石和鱼鳞上的同心圆形纹路估算。然而，深海鱼的耳石很少形成清晰的年轮，因为年轮生长几乎没有季节性变化。因此深海鱼年龄的估计是通过微小的日周轮（以日为单位）进行的。
尖吻深海蜥鱼（深海蜥魚科）和大鳍锥首鱼（黑頭魚科）中小型的稚鱼与大型的成鱼数量多，体型处于两者中间的个体数却非常少，呈现“双峰分布”。这些鱼类在稚鱼期出于某种原因会进行选择性捕食，只有挨过此阶段幸存下来的鱼才能快速成长。

### 游泳与捕食
生活在中层带的许多游泳深海鱼类并不十分活跃，可能是为了减少能源消耗。分布在中层带的一些小型被捕食鱼（如灯笼鱼和圆罩鱼属）通常保持竖直姿态游泳，据信这具有缩小自身阴影以防止掠食者发现的效果。
中层带常见的巨口魚目和半深海带广泛分布的角𩽾𩾌亚目是游泳伏击型（float-and-wait）掠食性鱼类的代表。后者（除了巨棘角鮟鱇科等）具有圆球形的身体，适合保持浮力，但不适合快速游泳。它们的肌肉被称为“白身”（肥肉），具有出色的瞬发力量，但几无耐力。积极寻找食物的狩猎采集型（active foraging）游泳深海鱼则有帆蜥鱼科、叉齒鱚科等。
底栖深海鱼中，黑蓑蛛鱼（爐眼魚科）、棘茄鱼（棘茄魚科）和何氏孔锦鳚（绵鳚科）执行身体与海底接触，静待猎物的策略（benthic fish），而鼠尾鱈科、鼬魚目、海蜥魚科、通鰓鰻科、鲨鱼等鱼类执行活跃四处游动以寻找猎物的策略（benthopelagic fish）。
等待伏击型（sit-and-wait）底栖鱼通常具有发达的肌肉组织，多数缺乏鳔。魚食性種類的嘴和眼大，齿长，而以浮游生物为食的种类眼睛通常会退化。它们用腹鳍和胸鳍在沙质海床上支撑身体，一旦猎物靠近，瞬间将其捕获并吞下。人们认为，体重较大的底栖深海鱼类（如深海蜥魚科）很少与海床远离50厘米以上。捕食大型猎物的等待伏击型深海鱼通常分布於大陆坡的上部至中部，在那里它们的大眼睛可以被有效利用。
狩猎采集型鱼类积极游泳以寻求食物，底栖深海鱼常采取该行为模式，其中鼠尾鱈科、鼬鱼科等的种类和数量丰富，可在所有深度观察到。这类底栖深海鱼具有发达的鳔与基部较长的背鳍和臀鰭，能够在海底附近以盘旋的姿态游泳。它们主要使用嗅觉和侧线寻找猎物，对视觉的依赖性通常较低。
皇帶魚之类的深海鱼在被冲上岸或在浅水区被捕、目击时，常传出“地震前兆”的风声。日本東海大學特任准教授織原義明领导的研究小组报告，从1992年到2011年3月11日，共有101起深海鱼目击事件，在此期间发生了161次6级以上的地震（已排除内陆地震和震源深度100千米以上的地震），时间和地点几乎没有一致的。2017年他总结道，在浅海目击深海鱼对地震预测及防灾减灾没有用。

## 深海鱼的利用

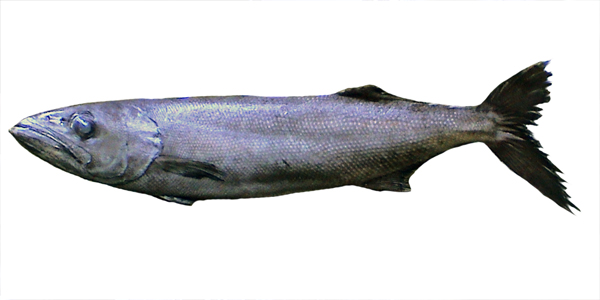
大型鱼蛇鯖科棘鱗蛇鯖（Ruvettus pretiosus）是运动钓鱼的对象。棘鱗蛇鯖体内含有大量蜡，在日本禁止作为食品出售。

尽管深海鱼给人远离日常生活的印象，可食用深海鱼很多。鮟鱇目、带鱼科、青鯥屬、金眼鯛科、黄线狭鳕 、庸鲽属、日本叉牙魚等都栖息在深达数百米的深海中；渔业对象如角鲨目、鳐总目、鱈形目、金眼鯛目、鲽形目、鲈形目等的深海鱼大多生活在深海底部。活跃在海底附近的游泳性掠食鱼以发达的肌肉支持其运动，而在中层带游泳的深海鱼为确保浮力，则会使整个身体呈水状，并经常储存多余的脂肪。長吻帆蜥魚是中层带大型游泳深海鱼，体长超过1米，肉在烹煮时会融化消失。
前面提到，游泳深海鱼通常会在体内储存脂质，而其中一些种类的脂质中含有蜡。由于人体无法消化蜡，摄入大量这些鱼肉会引起腹泻和腹痛。日本根据《食品卫生法》禁止销售蛇鯖科的棘鱗蛇鯖和異鱗蛇鯖，因为它们的蜡含量特别高。一些燈籠魚科中不进行昼夜垂直迁移的物种也在体内储存蜡 。

### 作为新的渔业资源

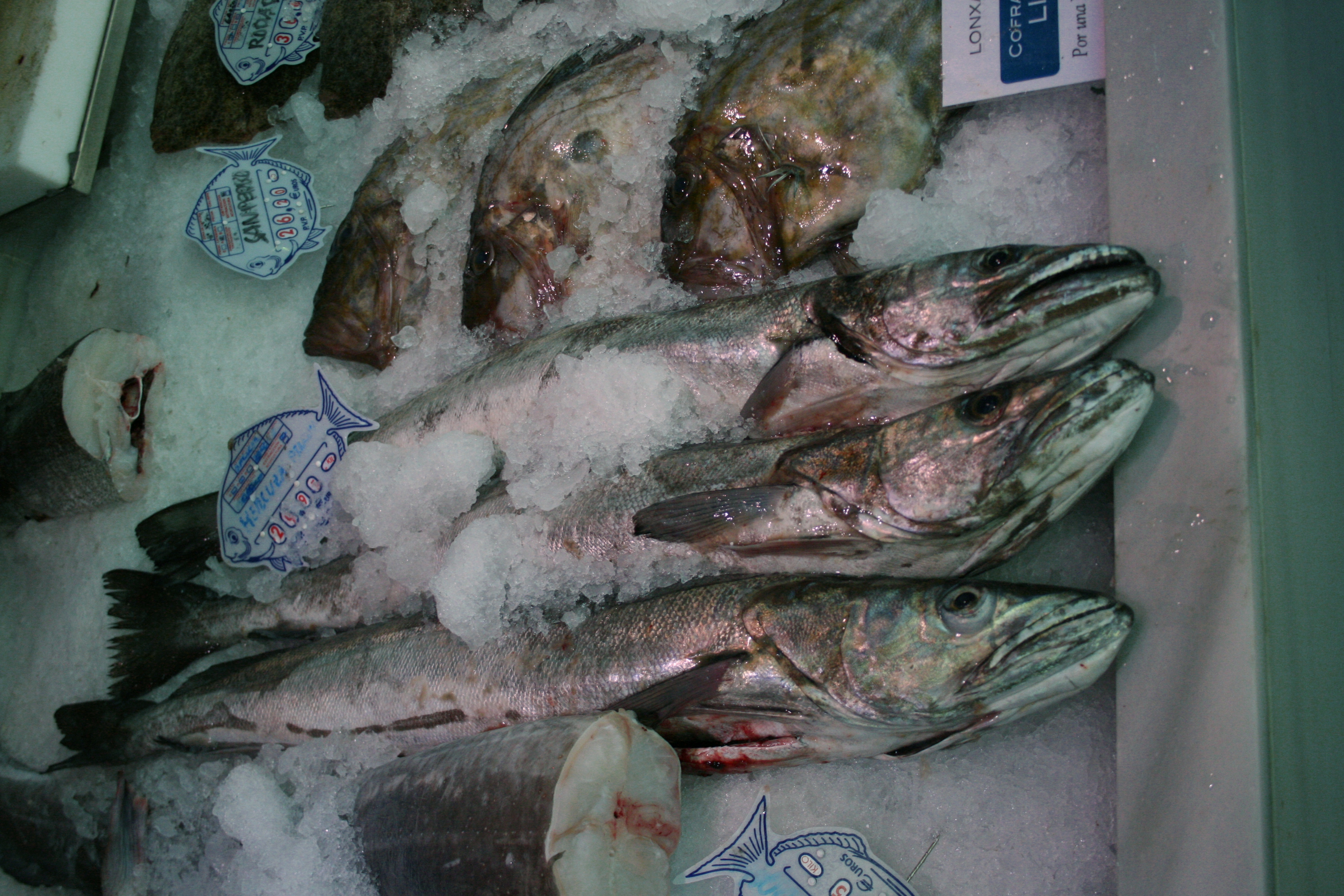
西班牙市场上的無鬚鱈科鱼类。无须鳕科作为食用鱼的消费量正在激增

底拖网作业中，经常将大量的深海鱼与目标高级鱼一起捞出。除了一些用作魚漿的深海鱼（鼠尾鱈科等）以外，由于市场价值不足而被废弃的深海鱼在各地正逐渐食用化，以地产地消（消费地距生产地不远）的方式售卖。
例如，由于駿河灣东北部海岸附近的海水突然加深，各种深海鱼在静冈县沼津市的沼津港和和户田渔港捕获。为此，沼津港深海水族馆设立，在包括伊豆市在内的西伊豆地区推广深海鱼料理，同时水族馆也接收游客。一些鱼类不可食用，不过据戸田渔港的餐饮店主说，有很多深海鱼类全身富含脂质，口感鲜美。
自1970年代以来，日本研究船一直积极地寻找可作为新渔业资源的深海鱼类 。1977年至1979年，日本水產廳在太平洋北部使用拖网渔船进行了深海资源调查。1970年起的20年，使用海洋水产资源开发中心（现水产综合研究中心）的研究船深海丸号进行深海捕捞，在全球范围内进行深海渔场开发。这些调查发现了许多有用鱼种（如無鬚鱈科和小鱗犬牙南極魚），它们现已普遍用作进口食用鱼。深海2000号等潜水研究艇也参与了对诸如大翅鮶鮋和日本叉牙魚等深海水产鱼类的资源调查和生态研究。
如上所述，通过拖网渔船调查寻获的深海鱼大多为底栖鱼。而在中层带拥有大量资源的灯笼鱼类作为对全球粮食需求增长的回应也引起了人们的关注。灯笼鱼类由于脂肪过多而被指不宜食用，但据报道许多物种的脂质组成与普通食用鱼类相同。据估计，中层带游泳深海鱼的总生物量逾9.5亿吨，正在寻找利用这些丰富的未开发资源的方法。

### 滥捕对深海鱼的威胁
在促进深海鱼类资源的开发和利用的同时，伴随大规模化深海渔业而来的过度捕捞问题十分严峻。身处极低水温的深海鱼类通常生长缓慢，此倾向底栖鱼中的中大型种类显著。深海鱼雌雄间的接触繁殖机会受限也是个问题，滥捕的速度超过资源再生速度时，在最坏的情况下会引起物种濒临灭绝。2006年，因西北大西洋鳕鱼种类迅速减少，联合国粮食及农业组织呼吁渔业国妥善管理鱼类资源。

## 深海鱼的演化和谱系
目前尚不清楚鱼类何时开始进出深海。深海是一个非常稳定的环境，至少真骨类发生輻射演化之前，鱼类已成为深海住民。言及古生代石炭纪晚期（约3亿年前）地层中出土的盲鳗科唯一化石物种（Myxinikela siroka），其多数形态与现生盲鳗相同，而其眼球功能则不同。为了解鱼类如何一步步适应深海，有必要对不同时期的化石记录进行分析，但已知深海鱼类化石非常稀缺。
现生深海鱼大部分属于輻鰭魚綱，尤其是真骨类 。深海鱼包括许多真骨类中较原始的类群，尤其是在中层带游泳深海鱼中清楚地观察到这种趋势。进化上更高级的鲈形目是现代浅海中最繁盛的类群，但占深海鱼比例显著偏低。
为解释这种现象而提出的“休憩之地”理论指出，在浅海中的生存竞争中落后的（较早出现的）古鱼类逃入深海。这一理论在1950年代被否定并为新的理论取代，即深海鱼类的演化发生了两次：第一类“古”深海鱼和第二类深海鱼。
第一类深海鱼也被称为远洋深海鱼类，主要包括巨口魚目和燈籠魚目等游泳深海鱼。据信，它们从出现之初便进入深海，并花了很长时间演化出与浅海鱼类迥异的特征，例如管状眼、发光体，以及例如昼夜垂直迁移等独特习性。
第二类深海鱼也被称为大陆架深海鱼，包括鱈形目和鼬魚目等底栖深海鱼。据信，它们在浅海海底经历了早期演化，比第一类深海鱼更晚进出深海。因此，第二类深海鱼所属的类群包括许多生活在浅水中的鱼类，它们的形态相较于浅海鱼类通常不会显出极端的变化。
下表按照系统发育顺序列出鱼类（包括無頜类和鳍鳍类）中主要由深海鱼构成的科。分类方法基于Nelson（2006）的系统。

### 无颌类

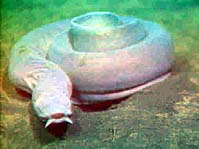
盲鰻科太平洋黏盲鳗（Eptatretus stoutii），因习性食腐被称为清洁工

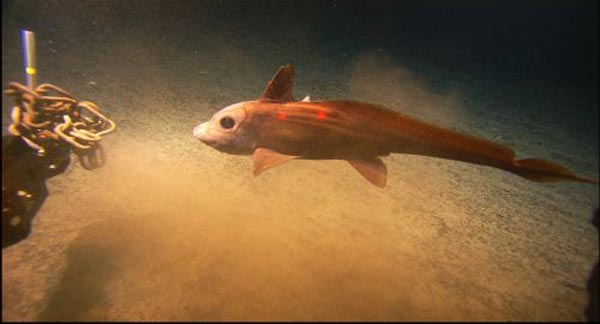
短鼻银鲛科兔銀鮫屬的一种（Hydrolagus sp.）。短鼻银鲛科是最基干的现生软骨鱼类群，全部生活在深海底部

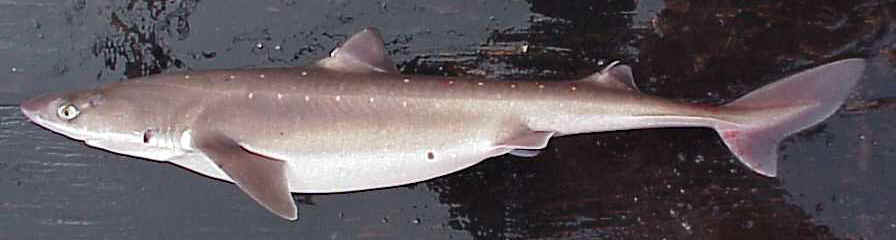
角鯊科白斑角鯊（Squalus acanthias）。角鯊科通常发现於中层带海底

现生无颌类包括盲鰻目和七鰓鰻目，后者主要生活于淡水。
- 盲鰻目包含约70种，生活在泥沙质海底，作为深海食腐動物占据重要地位。
  - 盲鰻科：蒲氏黏盲鳗、卡氏盲鰻（Myxine garmani）

### 软骨鱼类
软骨鱼类包含鲨鱼、鳐和银鲛，包括多种深海鱼类。
- 银鲛目的所有约30种物种都生活在深海底部。它们有很强的下颚，捕食带有硬壳的潜伏在泥沙中的动物，例如贝类和甲壳类动物。
  - 葉吻銀鮫科
  - 长吻银鲛科
  - 短鼻银鲛科：黑线银鲛
- 鼠鲨目多数物种的生活范围从表层直至深海，几乎没有纯粹的深海鱼。
  - 尖吻鮫科：欧氏尖吻鲛
  - 巨口魚科：巨口鲨
- 真鯊目是最大鲨鱼类群，多数生活于浅海，猫鲨科部分属（光尾鯊屬、阴影绒毛鲨、梅花鲨属、锯尾鲨属）包含深海鱼[97]。它们大多数是生活在大陆架的底栖深海鱼，游泳鱼极少。
  - 猫鲨科
- 六鳃鲨目所含物种都是深海鱼，生活在中层带海床附近。
  - 皺鰓鯊科：皺鰓鯊
  - 六鳃鲨科：灰六鳃鲨
- 棘鯊目（曾属于角鲨目）含一属两种，都是底栖深海鱼。
  - 棘鯊科
- 角鲨目所含约100种中大多数是底栖深海鱼。刺鯊科有超过6000米深的采集记录，但其可靠性存疑[97]。
  - 角鯊科：萨氏角鲨（也称北太平洋角鲨，日语：油角鮫，学名：Squalus suckleyi）
  - 刺鯊科
  - 燈籠棘鮫科：乌鲨
  - 粗皮棘鲛科：日本尖背角鯊（英语：Oxynotus japonicus）
  - 黑棘鮫科：雪茄达摩鲨
  - 夢棘鮫科：太平洋睡鯊
- 燕魟目多数生活在大陆架到大陆斜坡的底栖鱼类，浅海与深海都有分布。
  - 六鰓魟科
  - 達氏近魟科（仅一种）

### 辐鳍类

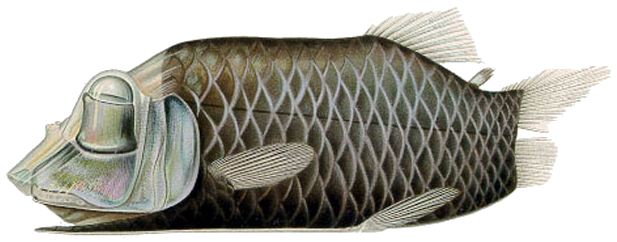
後肛魚科后肛鱼属后肛鱼（Opisthoproctus soleatus），特征是具有向上的管状眼

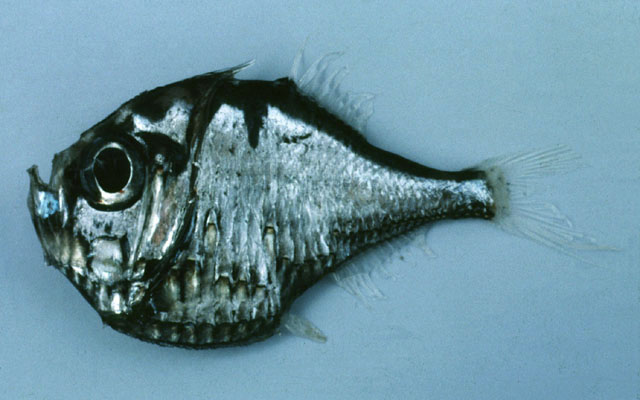
褶胸魚科烛光鱼属三燭光魚（Polyipnus triphanos）

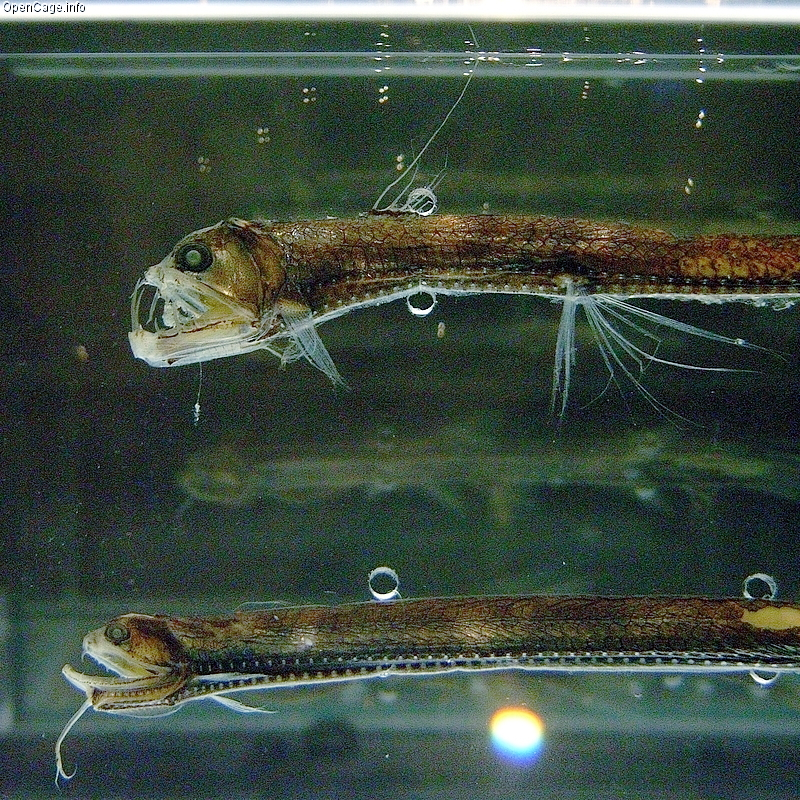
巨口魚科蝰鱼（Chauliodus sloani）的标本（新江之岛水族馆）。本科是中层带的重要游泳捕食者。

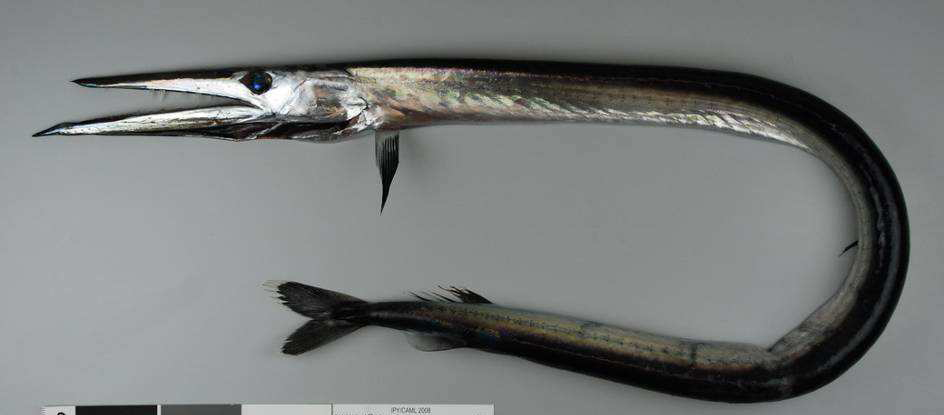
法老鱼属的一种（Anotopterus sp. (2008)）。照片中的个体捕获于2008年，被认为是新物种

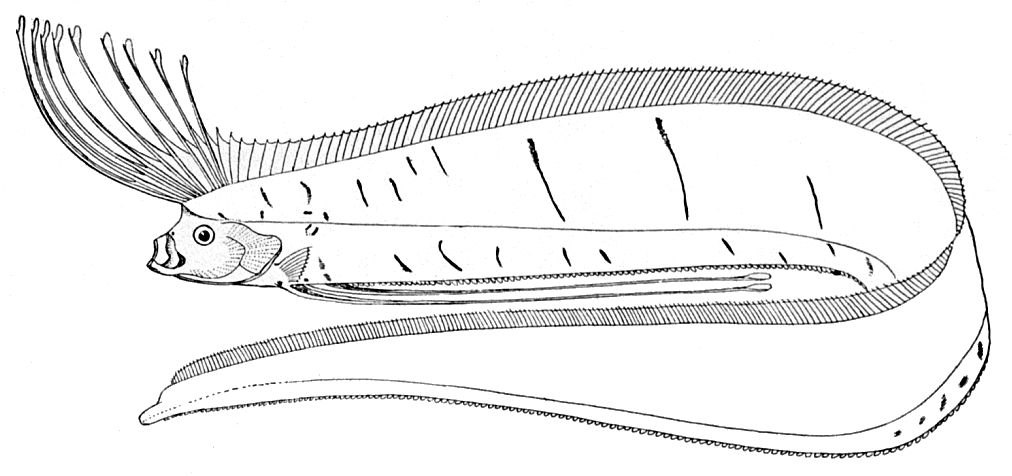
皇带鱼科皇帶魚（Regalecus glesne），体长冠绝于硬骨鱼类，被认为是海蛇和美人鱼传说的来源

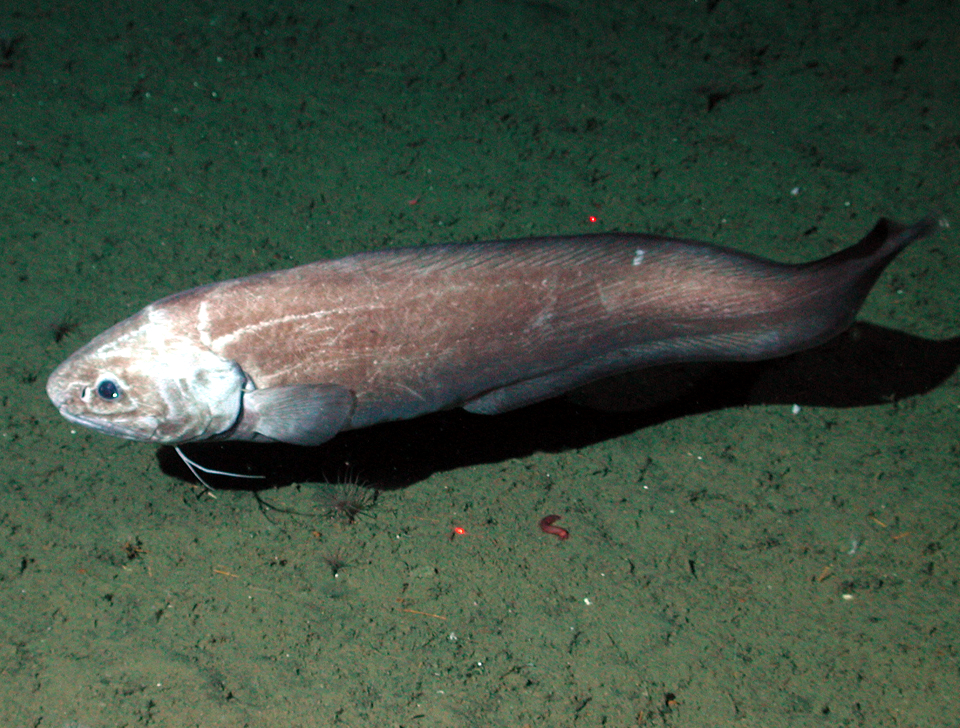
鼬魚科五线鼬鳚（Spectrunculus grandis），世界上最深的鱼类之一

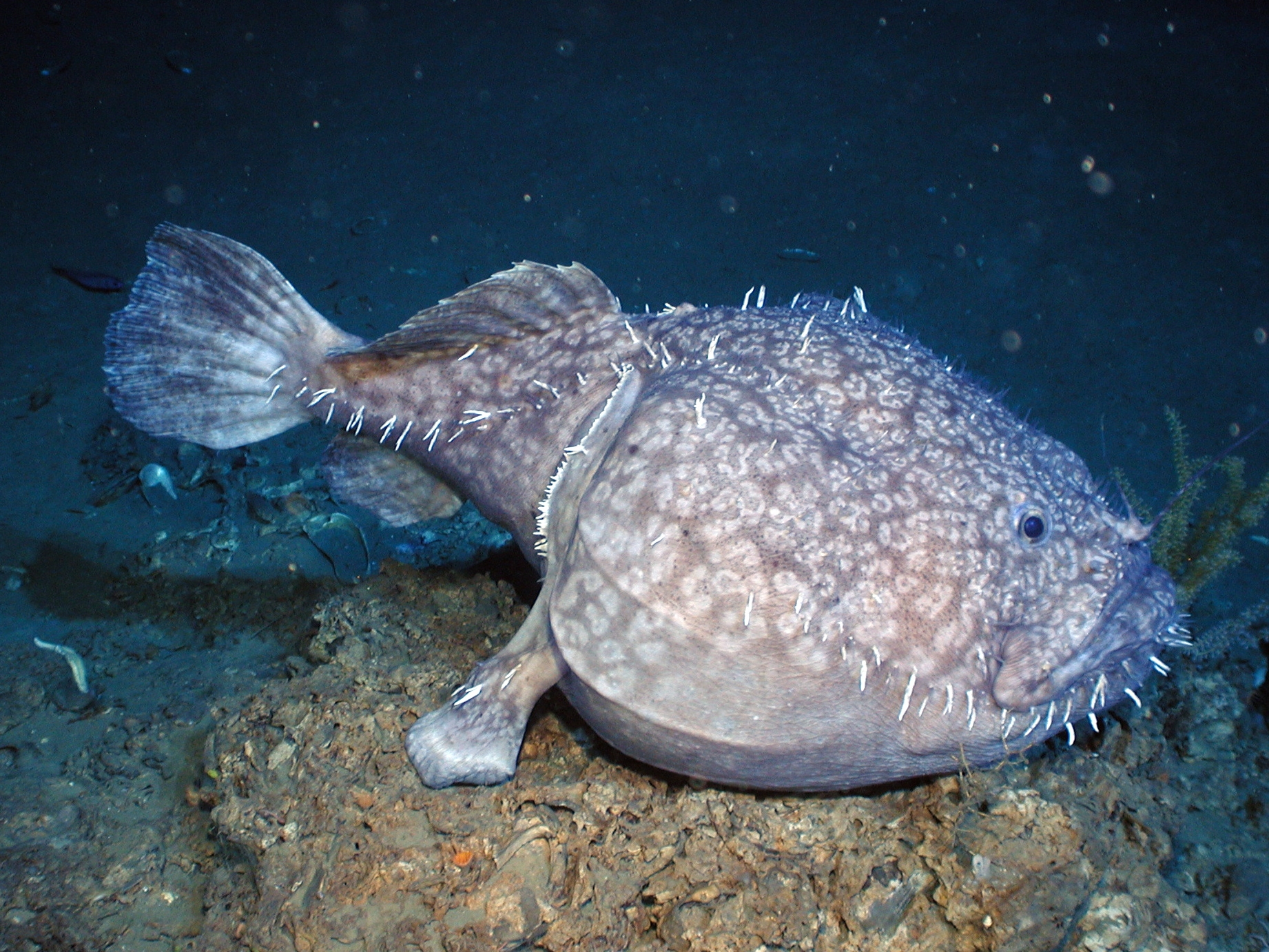
鮟鱇科薛氏寬鰓鮟鱇（Sladenia shaefersi），分布于西大西洋900-1200米处

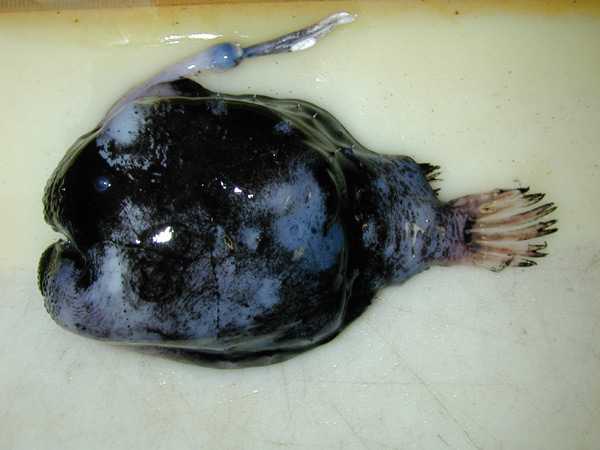
鞭冠鮟鱇科的一种（Himantolophus sp.）。鞭冠鮟鱇科包括许多种鱼类，是最常见的半深海带游泳深海鱼

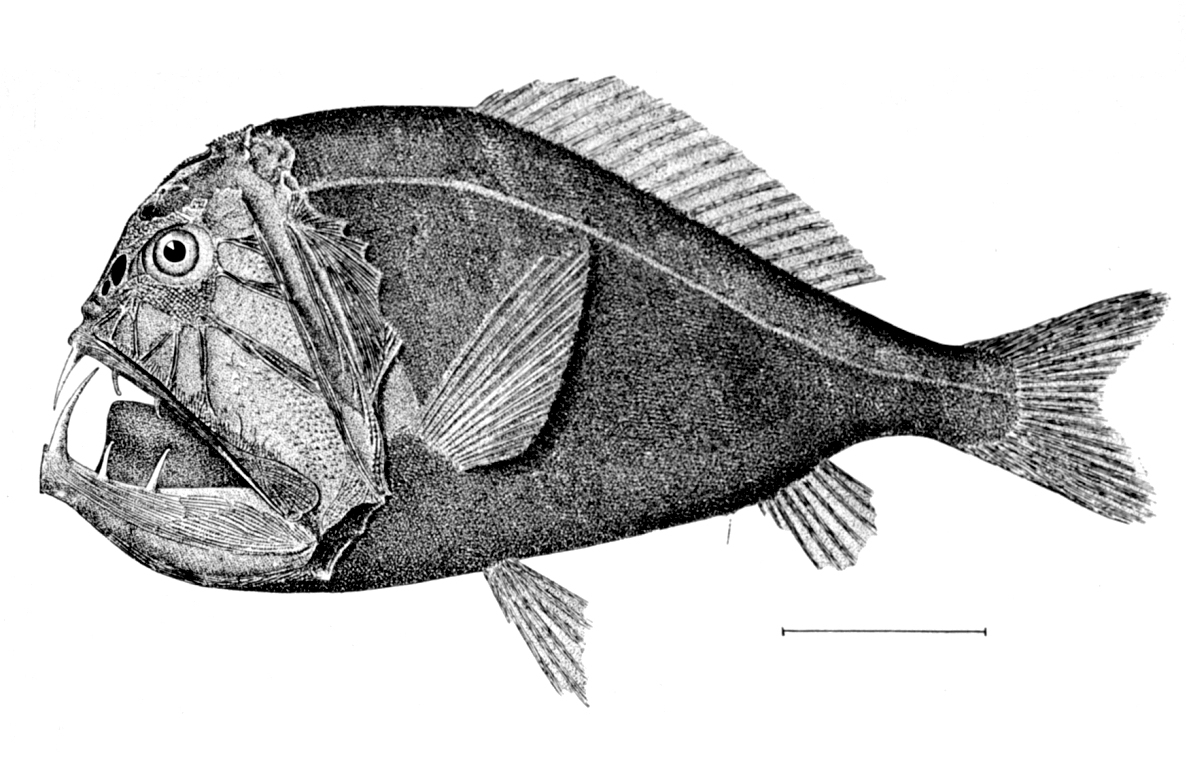
狼牙鲷科角高體金眼鯛（Anoplogaster cornuta）。它具有毒牙般长而锋利的牙齿，无法合口

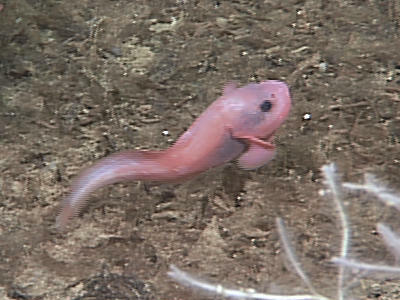
獅子魚科短吻狮子鱼属的一种（Careproctus ovigerum）。该属的特征是肉嘟嘟的身体

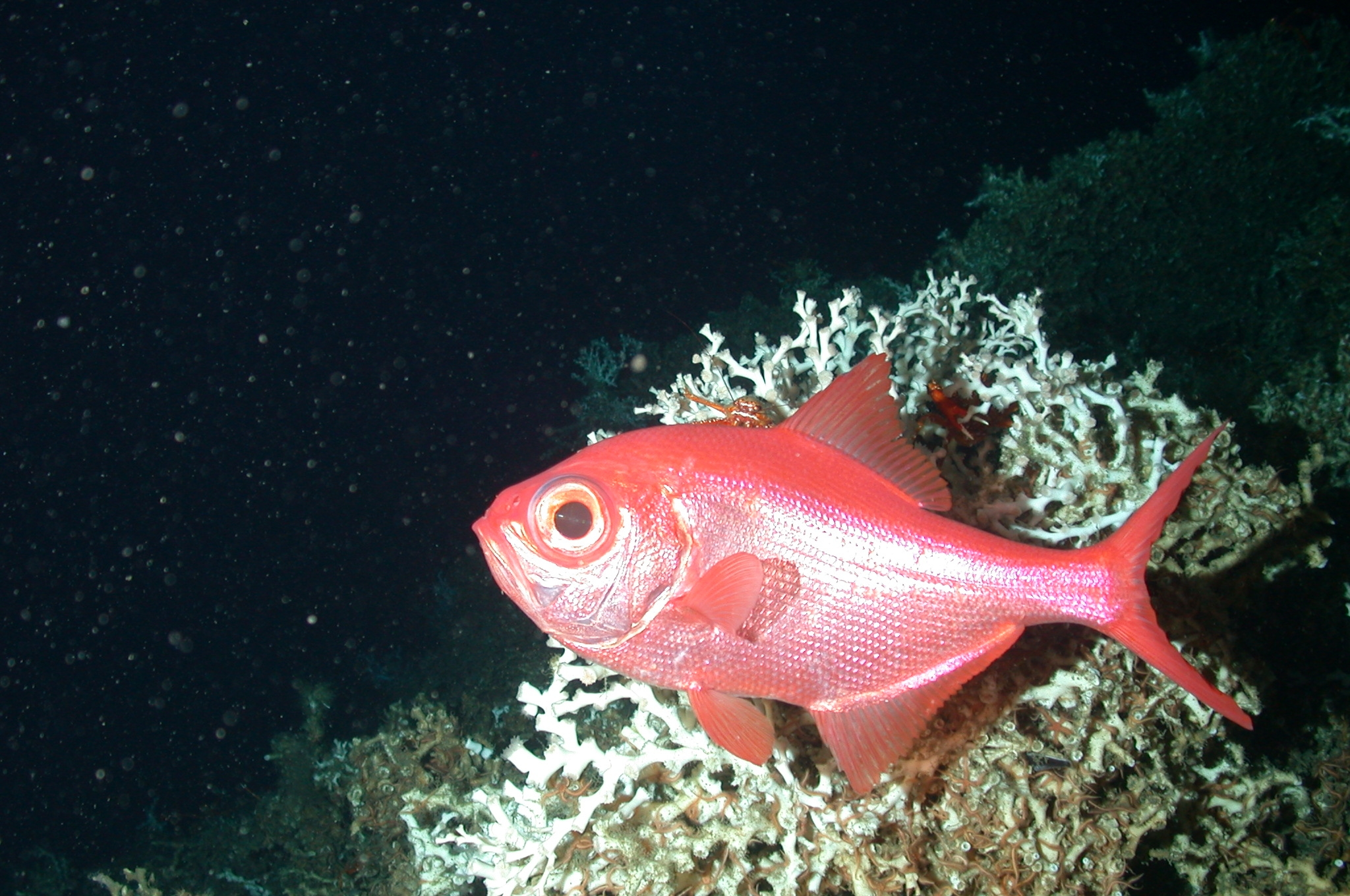
金眼鯛科十指金眼鲷（Beryx decadactylus）在深海珊瑚周围游动。本科鱼在世界各地作为食用鱼

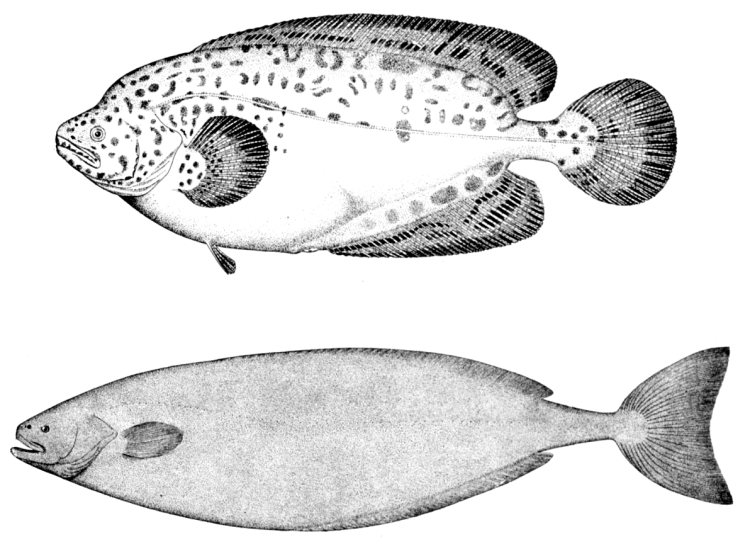
貧骨魚科褴鱼（Icosteus aenigmaticus）。若鱼（上）具有斑点图案和胸鳍，在成鱼（下）中消失。它的生态有许多谜团，有时该物种被视为独立的目，是有争议的深海鱼类之一

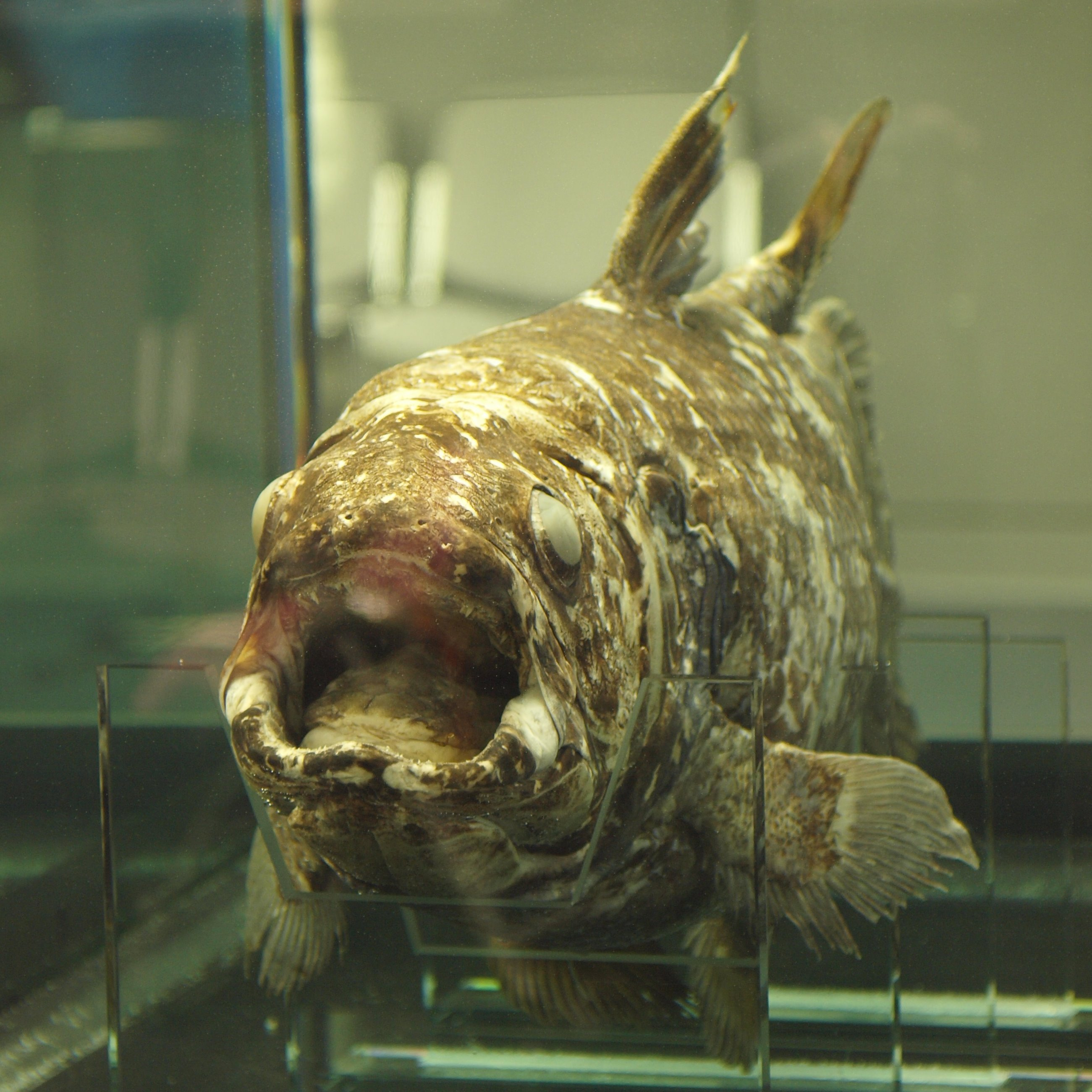
矛尾鱼科的印尼矛尾鱼（Latimeria menadoensis）。1999年该物种在印度尼西亚发现并被描述

輻鰭魚綱包含大多数现生硬骨魚，所属约40目中有一半适应深海。
- 北梭魚目：背棘鱼亚目（按照Nelson 2006的系统）大部分是底栖深海鱼。背棘魚科捕食深海表栖动物，如海葵、蛇尾、海百合和海膽等。
  - 海蜥魚科：异鳞海蜥鱼
  - 背棘魚科：多棘背棘魚
- 鳗鲡目的深海鱼集中于康吉鳗亚目。線鰻科和鋸鋤鰻科是中层带游泳鱼，其他群体是底栖鱼。
  - 通鰓鰻科：高氏合鰓鰻、寄生鰻
  - 倭糯鰻科：日本倭糯鰻
  - 長頸鰻科
  - 線鰻科：線鰻
  - 鴨嘴鰻科
  - 鋸鋤鰻科
- 囊鳃鳗目所属28种全部为游泳深海鱼，分布于中层带至半深海带。
  - 月尾鰻科
  - 囊鰓鰻屬：囊鳃鳗
  - 宽咽鱼科：吞鳗
  - 单颌鳗属
- 水珍魚目曾属于胡瓜魚目。所属约200种中大多是中层带游泳鱼，另有部分为底栖鱼。
  - 水珍魚科：半纹水珍鱼
  - 後肛魚科：大鰭後肛魚
  - 小口兔鮭科[99]
  - 管肩魚科：阿部相模肩燈魚
  - 深海黑頭魚科
  - 黑頭魚科：黑魯氏魚
- 巨口魚目所属400种几乎全都是中层带游泳鱼。个体数量非常大，许多物种具有发光器官。
  - 双光鱼科
  - 鑽光魚科：黑圓罩魚
  - 褶胸魚科：烛光鱼
  - 光器魚科
  - 巨口鱼科：蝰鱼、黑柔骨魚、穴口奇棘魚
- 辮魚目包含12种，全部为底栖鱼。
  - 辮魚科：日本辮魚
- 仙女鱼目包含底栖鱼，如爐眼魚科，以及游泳深海鱼，如帆蜥鱼科。多数鱼类雌雄同体。
  - 爐眼魚科：黑蓑蛛鱼 - 黑蓑蛛鱼
  - 崖蜥鱼科
  - 深海九棍鱼属（深海九棍鱼科的唯一属，有时归入炉眼鱼科）
  - 珠目魚科
  - 齒口魚科
  - 帆蜥魚科：長吻帆蜥魚
  - 魣蜥魚科
  - 深海蜥魚科：尖吻深海蜥魚
  - 巨尾魚科：巨尾魚
- 燈籠魚目所属约250种，与巨口魚目一起作为中层带游泳鱼的代表。几乎所有种具有发光器。灯笼鱼目分布于全世界海洋中，包括极地海洋，总生物量巨大。
  - 新燈籠魚科
  - 燈籠魚科：灯笼鱼
- 月魚目的约20种中大多是深海鱼，包括许多稀有物种。
  - 旗月鱼科：旗月鱼
  - 月鱼属：月魚
  - 冠带鱼科：凹鰭冠帶魚
  - 异尾带鱼科
  - 粗鰭魚科：多斑帶粗鰭魚
  - 皇带鱼科：皇帶魚
- 鞭尾鱼目：仅含鞭尾鱼一种。
- 鬚鰃目仅含10种，全部栖息在中层带海底。
  - 鬚鰃科：日本鬚鰃
- 鱈形目所属逾500种物种大部分是深海鱼。鼠尾鱈科和稚鱈科是底栖鱼类，广泛分布於中层带至深海带，属数和种数众多。
  - 南極鱈科
  - 多絲真鱈科
  - 鼠尾鱈科：薄鱗突吻鱈、耶氏突吻鱈
  - 稚鳕科：日本小褐鳕
  - 無鬚鱈科：歐洲無鬚鱈、雙線無鬚鱈
  - 鱈科：黄线狭鳕
- 鼬魚目：鼬魚科类似于鼠尾鱈科，包括大量重要的底栖深海鱼。
  - 鼬魚科：五线鼬鳚、神女底鼬鳚
  - 裸鼬魚科
- 鮟鱇目被发现的300多种物种大多生活在深海中。角鮟鱇亞目是半深海带游泳鱼类的代表，其他类群是底栖鱼。
  - 鮟鱇科：黑鮟鱇、黄鮟鱇
  - 單棘躄魚科
  - 棘茄魚科：棘茄鱼
  - 長鰭鮟鱇科
  - 新角𩽾𩾌科[100]
  - 黑角鮟鱇屬
  - 鞭冠鮟鱇科：多指鞭冠鮟鱇
  - 雙角鮟鱇科
  - 夢角鮟鱇科
  - 奇鮟鱇科
  - 刺鮟鱇科[100]
  - 角鮟鱇科：密棘角鮟鱇
  - 巨棘角鮟鱇科
  - 鬚角鮟鱇科：長杆樹鬚魚
- 奇鯛目的体型和体色具有特色，容易与其他目区分。大多是生活在中层带与半深海带的游泳鱼类，而倣鯨科在逾1800米深占据优势地位。
  - 大鱗鯛科：厚头犀孔鲷
  - 奇鯛科
  - 粗鳞鲷科
  - 吉伯鯛科：小後鰭金眼鯛
  - 红口仿鲸科
  - 须仿鲸科
  - 倣鯨科：帕氏裂鯨口魚。下列两科已并入[101]。
    - 奇鰭魚科
    - 巨鼻魚科
- 金眼鯛目广泛分布于珊瑚礁至深海。狼牙鯛科是半深海带游泳鱼，而燧鯛科和金眼鯛科是底栖鱼。
  - 狼牙鯛科：角高體金眼鯛
  - 黑銀眼鯛科
  - 燧鯛科
  - 金眼鯛科：红金眼鲷
- 海魴目所属30种物种大多数是底栖深海鱼，生活在大陆架至大陆坡，许多物种分布范围广。
  - 高的鯛科
  - 準的鯛科
  - 甲眼的鯛科
  - 菱的鯛科
- 鮋形目大多分布广泛，少数科仅分布于深海。獅子魚科包括栖息在海沟深处的超深物种。
  - 黃魴鮄科
  - 短鯒科
  - 裸蓋魚科：銀鱈、白斑光裸頭魚
  - 旋杜父魚科
  - 獅子魚科：鈍口擬獅子魚
- 鲈形目是现代浅海最繁盛的类群，约有10000种。鲈形目包括许多深海鱼，但与鮋形目类似，几乎没有科级别适应深海的例子。在北大西洋的统计显示，鲈形目占游泳深海鱼类的6％和底栖深海鱼类的9％[33]。绵鳚科包括200多种，是北半球广布的重要底栖深海鱼，可能形成密集的种群[48]。
  - 多鋸鱸科
  - 深海天竺鯛科
  - 鬣魚科
  - 深海鯡科
  - 绵鳚科
  - 阿氏龙䲢科
  - 叉齒鱚科：黑叉齒龍鰧
  - 贫骨鱼科：褴鱼
  - 長鰭帶鰆科
  - 蛇鯖科：棘鱗蛇鯖、異鱗蛇鯖
  - 無齒鯧科
  - 菱鯛科
- 鲽形目与上述两目类似，多数科遍布浅海和深海。鳎科所属两个亚科中，无线鳎亚科全为深海鱼。
  - 瓦鰈科
  - 冠鰈科
- 魨形目包含许多浅海鱼，但擬三棘魨科的约20种是底栖深海鱼。
  - 擬三棘魨科
  - 翻車魨科

### 肉鰭類
肉鰭類包含四足动物的祖先，现生鱼类仅有肺魚和腔棘魚。
- 腔棘魚目被称为活化石，有两种现生物种。
  - 矛尾鱼科：矛尾魚